# Arabisches Schattenspiel

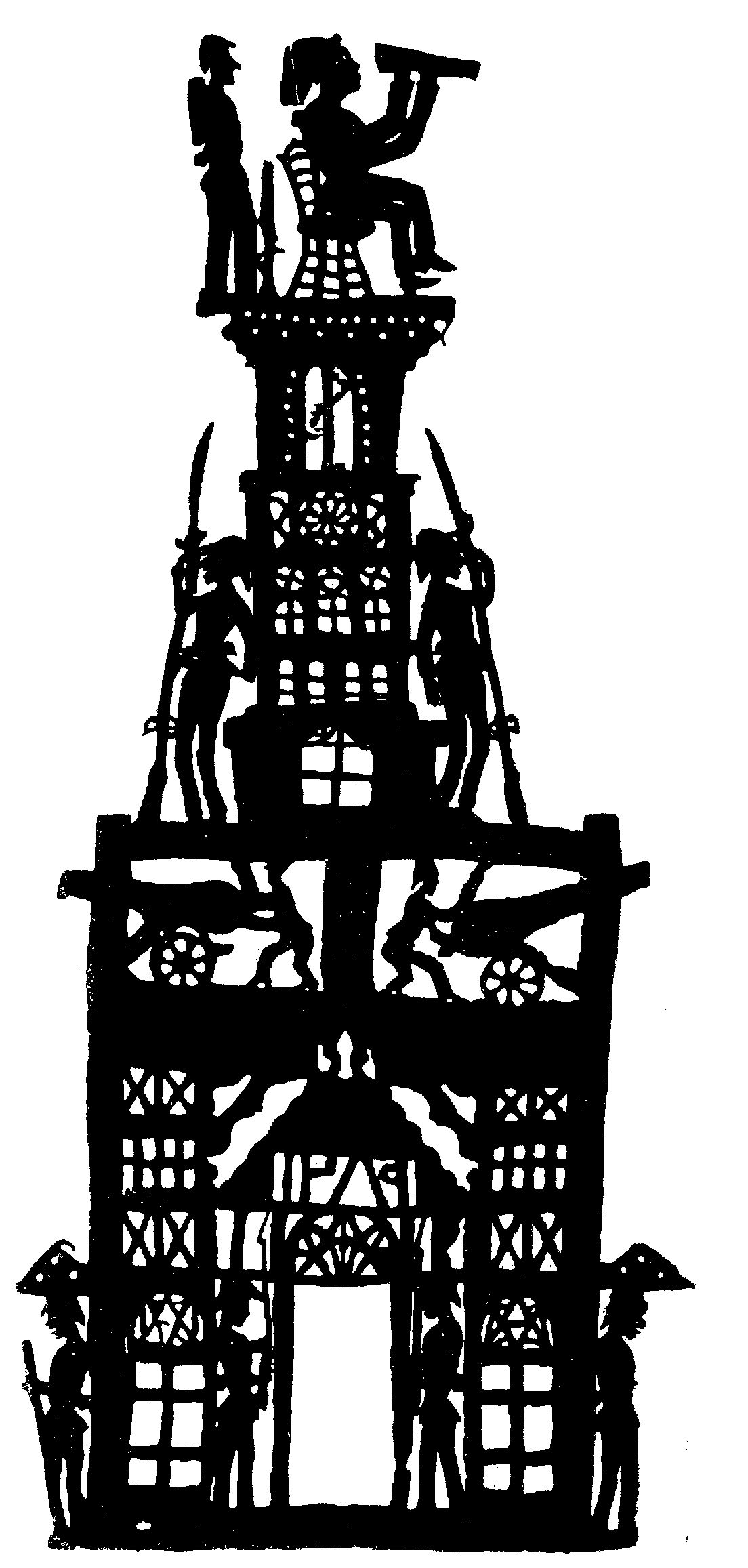
Der Leuchtturm von Alexandria, hergestellt 1872 (entspricht der Inschrift über der Tür 1289 AH). Titelfigur des gleichnamigen ägyptischen Schattenspiels. 150 cm hoch, erworben von Paul Kahle 1909.

Das Arabische Schattenspiel (arabisch خيال الظل chayāl az-zill, DMG ḫayāl aẓ-ẓill al-ʿarabī ‚Phantasie der Schatten‘) gehört zur asiatischen Tradition des Schattenspiels und wird im 11. Jahrhundert erstmals in einer schriftlichen Quelle erwähnt. Es ist von dem seit frühislamischer Zeit bekannten arabischen Theater (chayāl) mit kostümierten menschlichen Charakterdarstellern (chayālī) zu unterscheiden.
In den drei erhaltenen Stücken des in Kairo lebenden Dichters Muhammad ibn Dāniyāl (1248–1311) wird eine eigene Form des Schattenspiels in Ägypten erkennbar. Die Texte sind als Gedichte und Reimprosa (maqāma) verfasst. Die Hauptfigur des ersten Stücks will nach einem detailreich geschilderten lasterhaften Leben eine bürgerliche Familie gründen. Im zweiten Stück treten nacheinander Gaukler, Trickdiebe und andere zwielichtige Gestalten auf und im dritten Stück geht es um eine homosexuelle Liebesaffäre mit allerlei Ausschweifungen, die nach der Reue des Protagonisten zu einem moralischen Ende mit einer „gerechten Strafe“ findet. Die mit Figuren aus getrockneter Tierhaut aufgeführten Schattenspiele handelten vom Alltag in Kairo und erfreuten sich bis zu ihrem allmählichen Verschwinden nach dem 16. Jahrhundert bei allen Schichten des ägyptischen Volkes großer Beliebtheit. Wahrscheinlich beeinflussten sie das türkische Karagöztheater, dessen ältestes Stück aus dem 16. Jahrhundert überliefert ist.
Im 19. Jahrhundert berichteten europäische Forschungsreisende von anspruchslosen, häufig obszönen Vorstellungen in den Städten des Maghreb, deren Inhalte und Charaktere verflachte Übernahmen des in den Gebieten des Osmanischen Reichs bekannt gewordenen türkischen Schattentheaters waren. Dessen Hauptfigur heißt seit dem 17. Jahrhundert Karagöz. Im Maghreb wurde diese Volksunterhaltung 1843 von den französischen Kolonialbehörden verboten, aber in ihrer derben Sprache bis Anfang des 20. Jahrhunderts gepflegt.
In der zweiten Hälfte des 19. Jahrhunderts wurde das ägyptische Schattenspiel durch Hasan el-Kaschasch wiederbelebt, der Stücke aus der Zeit Ibn Dāniyāls aufgriff und in modifizierter Form präsentierte. Um die Mitte des 20. Jahrhunderts war auch dieses erneuerte ägyptische Schattenspiel praktisch nicht mehr existent.

## Herkunft

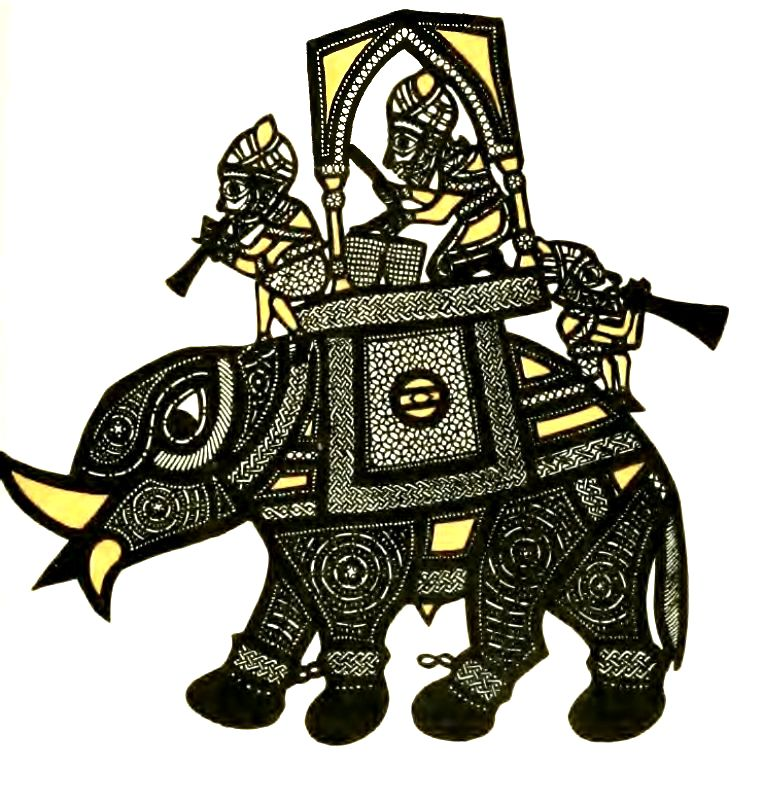
Elefant mit Musikkapelle. In der Sänfte spielt ein Mann das Kesseltrommelpaar naqqāra, seitlich zwei Spieler der Trompete būq al-nafīr. Die Füße des Elefanten sind durch Ketten aneinandergefesselt. Höhe 50 cm. Kopf des Elefanten und Sänfte teilrestauriert. Ägypten, 14. bis 18. Jahrhundert. Von Paul Kahle 1909 erworben. Elefanten führten laut al-Maqrīzī in Kairo den Prozessionszug vor dem Sultan an, sie sind noch heute in Indien bei religiösen Prozessionen dabei.

Einigkeit herrscht darüber, dass das Schattenspiel in Asien erfunden wurde; wo und wann ist jedoch nicht gesichert. „Mein Schatten bin ich nur, bald nur mein Name“ (Friedrich Schiller: Wilhelm Tell). Das zweimalige „nur“ verweist in der gängigen Vorstellung auf die Nachrangigkeit und die lediglich abgeleitete Existenz des Schattens einer Person oder eines Objekts. Für den tief in das Schattenspiel eingetauchten Zuschauer erscheint dagegen der Schatten als der eigentliche Akteur in einer eigenen Welt und die schattenwerfende Figur als lediglich zweitrangig. Diese Idee und ihre spielerische Umsetzung kann zu unterschiedlichen Zeiten an mehreren Orten aufgekommen sein. Die Tradition wurde stets mündlich überliefert und lässt sich daher in der Literatur nur begrenzt zurückverfolgen.
Zu den ältesten literarischen Quellen, in denen Puppentheater und Schattentheater erwähnt werden, gehören das indische Epos Mahabharata (ab dem 4. Jahrhundert v. Chr. schriftlich fixiert) und das um 80 v. Chr. niedergeschriebene buddhistische Werk Therigatha. Von Indien gelangte möglicherweise das Schattenspiel, das heute noch in mehreren Variationen in Südindien gepflegt wird, in den ersten nachchristlichen Jahrhunderten nach Südostasien, wo das wayang kulit in Indonesien besonders bekannt ist. Nach anderer Ansicht ist das wayang kulit eine eigenständige indonesische Erfindung.
Eine andere Gestalt und Geschichte hat das chinesische Schattenspiel, das zwar erst ab dem 11. Jahrhundert historisch nachweisbar ist, als dessen Ursprung aber anekdotisch auf eine Begebenheit in der Han-Dynastie (206 v. Chr. – 220 n. Chr.) verwiesen wird. Ein daoistischer Magier hätte demnach die Seele einer verstorbenen Gemahlin des Kaisers Wu (156–87 v. Chr.) mit Hilfe von Lampen auf einem Vorhang wieder erscheinen lassen. So geht es zumindest aus der Dynastiegeschichte Han Shu hervor. Das Spiel mit der Wirklichkeit und einer jenseitigen Welt ist ein thematisches Bindeglied zwischen Ostasien und Indien, das zum Vortrag von Bänkelsängern gehörte, die Bildrollen vorzeigten. Herumziehende Sänger mit Bildrollen, auf denen Bilder von der Hölle zu sehen waren, stellen nach Ansicht des Orientalisten Georg Jacob (1930) eine mögliche Vorstufe für das chinesische Schattenspiel dar. Es gab solche, yamapata (von Yama, Todesgott, und Sanskrit pata, „Leinwand“, „Vorhang“) genannten Bildrollen in Indien seit dem frühen Mittelalter. In Westbengalen gehören sie zum Erzählprogramm der Patua. Ihre Entsprechung in Japan, die buddhistische Bettler bis Anfang des 20. Jahrhunderts vorzeigten, hieß yemma yezu (yemma, emma entsprechend Yama, yezu, „Bild“). In Indonesien sind Bildrollen, mit denen Geschichten illustriert werden, als wayang beber bekannt.
Die Anekdote aus der Han-Dynastie zum Ursprung des Schattenspiels in China ist deshalb noch präsent, weil sie von einem chinesischen Geschichtsschreiber im 11. Jahrhundert und nachfolgend mehrfach wiederholt wurde. Georg Jacob stellt einen Zusammenhang mit einer ähnlichen Geschichte aus dem Vorderen Orient her. In Kufa habe im 8. Jahrhundert ein Jude namens Batruni eines Nachts ein magisches Zauberstück vorgeführt. In dem „Schattenspiel“ sei ein berühmter arabischer König auf seinem Pferd durch den Moscheehof reitend aufgetaucht. Für Batruni endete die Vorführung tragisch, er wurde der Hexerei bezichtigt und hingerichtet.
Zugunsten der prinzipiell akzeptierten östlichen Herkunft des ab dem 11. Jahrhundert in Ägypten nachweisbaren arabischen Schattenspiels werden sehr unterschiedliche Ausbreitungswege für möglich gehalten. Nach Bill Baird (1973) zogen Turkvölker vor dem 11. Jahrhundert durch Zentralasien mit einem Puppentheater, das sie kogurcak (kolkurcak, sinngemäß „Marionettenfiguren, die hinter einem Vorhang erscheinen“) nannten. Nach dem Vorbild der Skythen, die bereits in vorchristlicher Zeit Figuren aus Tierhaut ausgeschnitten hatten, könnten Viehnomaden mit dem Licht einer Feuerstelle Schattenfiguren an Zeltwände projiziert haben. Aus Tierhaut, Papier, Stoff oder Rinde ausgeschnittene Figuren besaßen bei den Mandschu im Nordosten Chinas eine magische Bedeutung und gehörten zu schamanischen Ritualen. In der historischen Region Turkestan soll das Schattenspiel als çadır hayal (çadır, türkisch „Zelt“, hayal, „Phantasie“, also „Vorstellung in einem Zelt“) bekannt gewesen sein. Vielleicht waren aber mit çadır hayal damals wie heute Marionetten gemeint. Jedenfalls gilt Turkestan als Ursprungsregion von Handpuppen (türkisch kol korçak) und Marionetten (vgl. die afghanische Ziegenmarionette buz bazi). Der Weg des Schattenspiels von Zentralasien direkt nach Anatolien erscheint unwahrscheinlich, denn vom türkischen Karagöz ist vor dem 16. Jahrhundert nichts überliefert. Diesem gingen in Anatolien Puppenspiele voraus. Dennoch führen einige türkische Forscher das Karagöz unbeirrt nach Zentralasien und bis zu den Hethitern zurück.
Außer über den weiten Landweg durch Zentralasien wurde eine Verbreitung des Schattenspiels entlang der Schifffahrtsrouten von der südchinesischen Küste durch die Inseln Südostasiens bis nach Ägypten vorgeschlagen, also auf ähnlichen Routen, die später die Niederländische Ostindien-Kompanie befuhr. Als Argument wird angeführt, dass immerhin das empfindliche chinesische Seladon-Porzellan im 11. Jahrhundert auf dem Seeweg bis nach Ägypten gelangte.
Metin And (1987) hält es aufgrund von Ähnlichkeiten der Charaktere und im Ablauf der Aufführung zwischen Karagöz und wayang kulit für wahrscheinlich, dass arabische Händler das Schattenspiel aus Java zunächst nach Ägypten brachten, von wo es später nach Anatolien kam. Arabische Münzfunde an der Westküste Malaysias belegen seit dem 9. Jahrhundert einen arabischen Seehandel über Südostasien mit China. In den nachfolgenden Jahrhunderten wurden arabische Auswanderer auf indonesischen Inseln sesshaft und prägten die dortige Kultur. Eine auffällige Übereinstimmung ist die javanische Figur des Lebensbaums und Weltenbergs gunungan („Berg“, „bergartig“), die zur zeremoniellen Eröffnung eines javanischen Stückes gehört und in ihrer Funktion der türkischen Figur göstermelik entspricht. Erst wenn eine bestimmte Musik erklungen ist, entfernt der Schattenspieler mit der Hand das göstermelik und die Aufführung beginnt.
Für eine direkte Verbindung zwischen den indischen Schattenspielen und dem ägyptischen sprechen schließlich zahlreiche Ähnlichkeiten bei der Ausgestaltung der Figuren. Hier wie dort treten große, reich ornamentierte Figuren auf, die überwiegend starr sind, wobei es zwischen den heute noch in Südindien gepflegten Schattenspieltraditionen (unter anderem Tholpavakuthu in Kerala, Tholu bommalata in Andhra Pradesh, Togalu gombeyaata in Karnataka und Chamadyache bahulya in Maharashtra) beträchtliche Unterschiede gibt.

## Forschungsgeschichte
Die arabischen Quellen informieren über die frühere Aufführungspraxis des arabischen Schattenspiels in Ägypten. Die nordafrikanische Variante Karaguz ist erst seit dem 19. Jahrhundert durch Erlebnisberichte französischer und deutscher Reisender bekannt. Hermann von Pückler-Muskau teilt in Semilassos vorletzter Weltgang. In Afrika (1836) sein Angewidertsein über die Obszönität einer Schattenspielvorstellung in Algier mit. Ebenso über das Schattenspiel in Algier weiß Moritz Wagner in Reisen in die Regentschaft Algier in den Jahren 1836, 1837 und 1838 (1841) zu berichten. Demnach prügelten sich die Figuren auf der Schattenspielbühne von Anfang bis Ende und machten derbe Späße. Die Sprache war eine Mischung aus Arabisch und Französisch, letzteres, um die anwesenden Europäer zu unterhalten. Auch Wagner bekundet seinen Ekel über die Obszönitäten, gegen welche die französische Kolonialverwaltung nichts unternähme. Der französische Schriftsteller Ernest Feydeau (Alger, Paris 1862, S. 128–130) hielt sich 1844 in Algier auf. Der Reisende und Schriftsteller Heinrich von Maltzan war während seiner Drei Jahre im Nordwesten von Afrika (Reisen in Algerien und Marokko, Leipzig 1863) während des Ramadan in Algier, wo er das im Vergleich zu Konstantinopel mäßigere nächtliche Unterhaltungsprogramm betrachtete. Hier erlebte er das Schattenspiel als „das einzige geräuschvollere Ramadanvergnügen“. In Constantine besuchte er in einer dunklen Gasse eine „Bude, worin dieser Hanswurst vom Bosphorus sein Wesen trieb“. Immerhin fand er darin einige Hundert Besucher, ein „rohes Publicum“, das durch die Späße zum Lachen erregt wurde.
Im Jahr 1853 erlebte Richard Francis Burton auf seiner Pilgerreise nach Mekka auf dem großen Esbekiye-Platz in Kairo ein Schattenspiel (Personal narrative of a pilgrimage to El Medinah and Meccah, London 1855). Ein weiterer europäischer Besucher eines Schattenspiels in Kairo war der Kronprinz Rudolf von Österreich-Ungarn. Ihm zu Ehren wurden im Esbekiye-Garten unter anderem „türkische Schattenspiele“ aufgeführt, wie er in Eine Orientreise vom Jahre 1881 (Wien 1885) erwähnt. Einen Überblick über die allgemeine Literatur zum Schattenspiel bis um 1900 gibt Georg Jacob (1906).
Mitte des 19. Jahrhunderts fertigte der Münchner Orientalist Marcus Joseph Müller (1809–1874) eine Teilabschrift eines Manuskripts der Stücke Ibn Dāniyāls an. Die erste monographische Beschreibung des nordafrikanischen Schattenspiels stammt von Max Quedenfeldt (1890). Etwas ausführlicher zur Herkunft des nordafrikanischen Schattenspiels vom Karagöz befasst sich Georg Jacob erstmals in Das türkische Schattentheater (Berlin 1900). Darin erkennt er nur geringe Beziehungen zwischen dem türkischen und dem maghrebinischen Schattenspiel, bezüglich des Einflusses vom einen zum anderen tendiert er in die falsche Richtung. Seine Pionierarbeit Die Geschichte des Schattentheaters im Morgen- und Abendland von 1907 erschien 1925 in einer zweiten, wesentlich erweiterten Auflage. Es enthält auf den Seiten 227–284 eine Zusammenfassung des arabischen Schattenspiels und die erste ausführliche Beschreibung der drei Stücke Ibn Dāniyāls. Der Orientalist Paul Kahle übernahm auf Jacobs Wunsch die Aufgabe, dessen Werk weiterzuführen. Kahle erforschte ein fragmentarisch erhaltenes Stück, das er als das älteste bekannte Schattenspiel aus dem mittelalterlichen Ägypten einschätzte und verglich dieses mit zeitgenössischen Aufführungen (Der Leuchtturm von Alexandria, 1930, zuvor Das Krokodilspiel, 1915). Otto Spies schrieb 1928 einen Artikel über das Schattentheater in Tunesien. Der israelische Orientalist Jacob M. Landau verfasste 1948 Shadow plays in the Near East in der Nachfolge von Georg Jacob. Andere Autoren legen den Schwerpunkt auf das türkische Schattenspiel, etwa Metin And (A History of Theater and Popular Entertainment in Turkey, Ankara 1964).
Der Ägypter Ibrahim Hamada veröffentlichte 1963 in Kairo eine arabische Textausgabe der drei Stücke Ibn Dāniyāls, die jedoch nur auf einem der vier existierenden Manuskripte basiert und so stark bereinigt ist, dass etwa die Hälfte des Textes fehlt. Dennoch bildete sie die Grundlagen mehrerer nachfolgender Untersuchungen.

## Mittelalterliches ägyptisches Schattenspiel

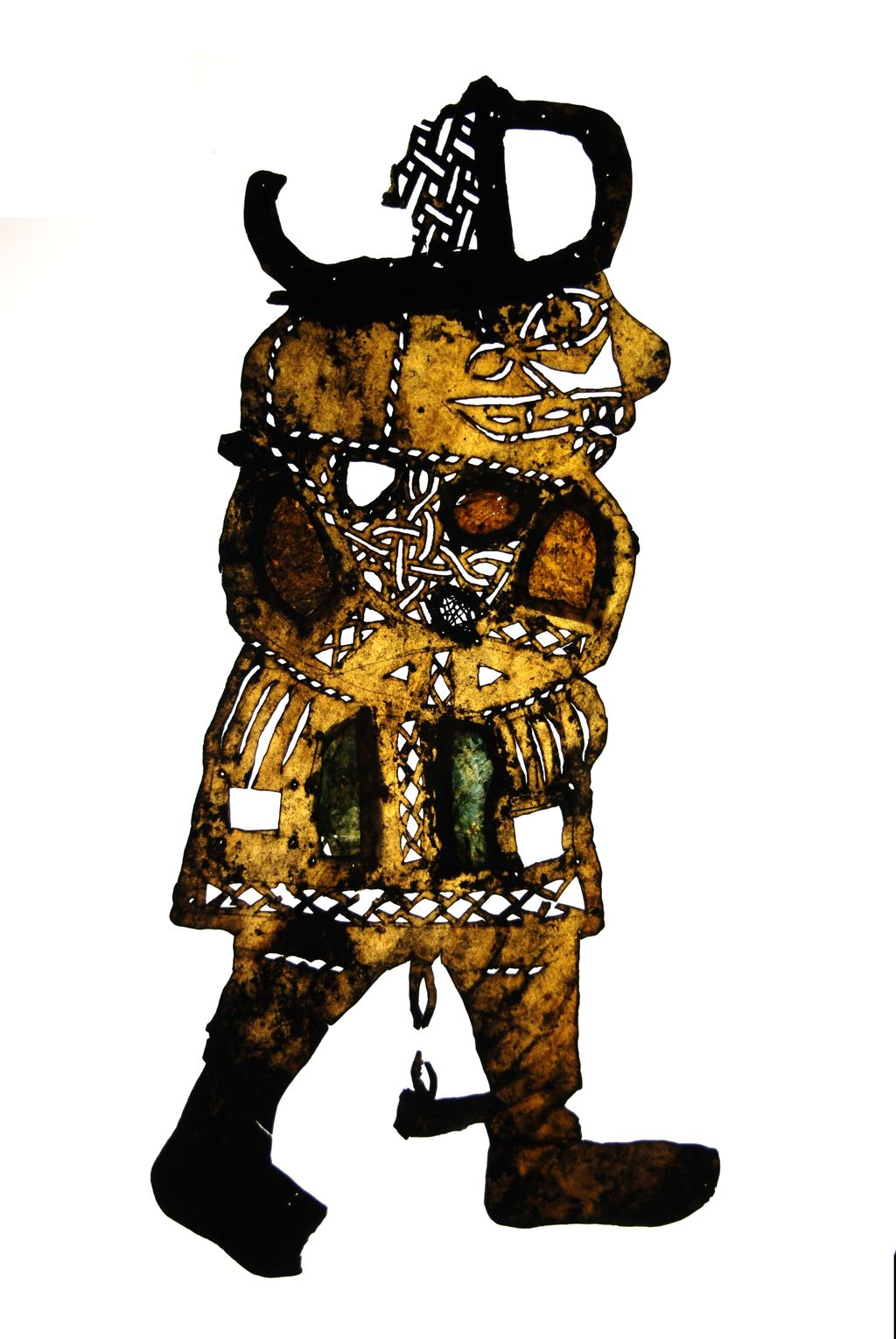
Gefangener. Ägypten, 17./18. Jahrhundert oder früher. Figur im Profil und zugleich Rückansicht mit gefesselten Händen. Erhaltene farbig hinterlegte Flächen, Kopfbedeckung fragmentarisch. Sammlung Paul Kahle im Linden-Museum, Stuttgart.

Gott als der oberste Puppenspieler, der ewige erste Beweger (muharrik), welcher die Geschicke der Menschen lenkt, ist eine Metapher, die in der Lyrik der spätmittelalterlichen Sufi-Dichter häufig vorkommt. Im Puppenspiel sahen sie „...das Symbol der Handlungen Gottes in der Welt.“ Der Ausdruck chayāl az-zill, („Traum/Phantasie der Schatten“) steht erstmals in einem philosophischen Vers des Rechtsgelehrten asch-Schāfiʿī (767–820). Darin beobachtet er, wie menschliche Wesen und Geister kommen und gehen, die er als vergänglich und nur ihren Lenker als ewig bleibend erkennt. Die hier ausgedrückte, existenzielle Wahrheit findet sich auch in einem Vers des Dichters Abu Nuwas (757–815), worin chayāl az-zill als leichte Unterhaltungsform geschildert wird, zu der Wein und Musik gehört. Der Gelehrte Ibn Hazm (994–1064) gab eine technische Beschreibung für das, was um diese Zeit vielleicht unter chayāl az-zill verstanden wurde: eine Art Laterna magica, bei der sich auf einem Holzrad montierte Figuren mit hoher Geschwindigkeit im Kreis drehten. Zugleich bildete Ibn Hazms philosophische Analogie von vorüberziehenden und verschwindenden Figuren mit den aufeinanderfolgenden Generationen der Menschen, die letztlich auf Aristoteles’ Gott als dem „unbewegten Beweger“ zurückgeht, den Ausgangspunkt für die Symbolik der Sufis.
Az-zill, „Schatten“ gegenüber an-nūr, „Licht“, ist ein auch in der islamischen Metaphysik häufig vorkommendes Gegensatzpaar: die abgeleitete gegenüber der primären Existenz. Die hiesige Welt (ad-dunyā) ist bei Ibn Arabi der Schatten des Absoluten.

### Kulturelles Umfeld
Während des Kalifats der Fatimiden, die vom 10. bis zum 12. Jahrhundert in der neugegründeten Hauptstadt Kairo regierten, legten die schiitischen Herrscher besonderen Wert darauf, durch eine rege Bautätigkeit und die Entfaltung kultureller Aktivitäten gegenüber ihren sunnitischen Vorgängern zu glänzen um so ihren Glauben zu verbreiten. Hierzu gehörte die Einführung von Festveranstaltungen für die gesamte Bevölkerung, besonders das Fest zum Geburtstag des Propheten, Maulid an-Nabī. Zu den Neuerungen gehörte auch der nach der schiitischen Tradition großzügige Umgang mit figürlichen Abbildungen, der sich in von Landschaft oder Architekturdetails umrahmten Mensch- und Tierdarstellungen in der Buchmalerei und in der kunsthandwerklichen Produktion äußert. So wurden für das Maulid-Fest zur Freude der Mädchen aus Zuckerguss bestehende Puppen eingeführt, die von einem schirmartigen Aufbau aus gefaltetem, buntem Papier umgeben sind. Jungen bekamen ein Pferd aus Zuckermasse. Beide Figuren verweisen in ihrer Symbolik in vorislamische Zeit.
Die Besucher der großen Märkte in den spätmittelalterlichen islamischen Städten waren das Publikum für Akrobaten, Tänzer und Musiker. Es gab an den religiösen Versammlungsorten und in den Kaffeehäusern Geschichtenerzähler (qās), muslimische Prediger (chatīb), Verkünder der Prophetenbiographie (as-Sīra an-Nabawīya), Märchenerzähler (hakawati) und improvisierende Sänger (munshid). Die Sänger hielten die epische Erzähltradition (sīra) aufrecht und begleiteten sich auf der einsaitigen Fiedel rabāba. Ein anderer poetischer Gesangsstil ist der mawwāl (Plural mawāwīl), der mit rabāba und Blasinstrumenten begleitet wurde. Häufig enthielt der mawwāl gegen die Obrigkeit gerichtete Späße. Der hākī (hākiya) war ein Geschichtenerzähler oder pantomimischer Charakterdarsteller, der in verschiedene Rollen schlüpfte. Seine zum Bereich der Volkskultur gehörenden Erzählungen (hikāya) hatten möglicherweise Einfluss auf die höfische poetische Gattung maqāma und seine Aufführungen könnten modellhaft für das Schattenspiel (chayāl az-zill) gewesen sein. Sowohl für erzählerische als auch für dramatische Gattungen gab es seit dem 11. Jahrhundert laut Shmuel Moreh (1992) die Bezeichnungen chayāl, maqāma, risāla („Botschaft“ an Gott), hikāya, muhāwara („Dialog“, „Gespräch“), munāzara („Debatte“) und hadīth („Erzählung“). Erzählvortrag und eine Art der Inszenierung gehörten in allen Fällen untrennbar zusammen.
Unter dem strengen mamlukischen Sultan Baibars I. herrschte in Ägypten ein Klima der Unterdrückung. Nicht genehme Vergnügungen und der Genuss von Alkohol waren strikt verboten. Dies änderte sich erst mit dem Tod Baibars 1277, als eine Art von allgemeiner Karneval-Stimmung entstand. Der Hofstaat schien sich von den ständigen internen Machtkämpfen und den Kriegen gegen die Mongolen durch Partys und öffentliche Feste mit Komödien und Maskeraden ablenken zu wollen. Ibn Dāniyāl übernimmt die ausgelassene Atmosphäre in seinen Stücken.
Das Schattenspiel blieb auch bei einer streng religiösen Obrigkeit von Verboten unbehelligt und unterschied sich damit von anderen abbildenden Künsten. Nach einer bestimmten islamischen Tradition des Bilderverbots sollen keine bildlichen Darstellungen von Menschen angefertigt werden, um gegenüber Gott als dem einzigen Schöpfer nicht in Konkurrenz zu treten. Nach dieser Sichtweise dürfen lebensechte Puppen nicht direkt gezeigt werden, ihr Schatten aber durchaus. In der osmanischen Zeit wurden in die Figuren Löcher geschnitten, damit die Lebensgeister aus ihnen entweichen konnten, was das Schattenspiel überdies zu einer für die islamische Geistlichkeit akzeptablen Kunstform machte.

### Wortbedeutung

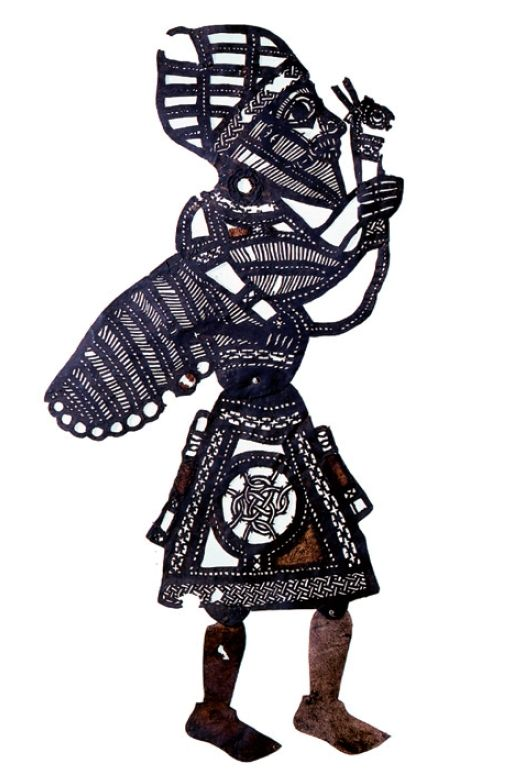
Ein Mann trägt einen Pfau unter dem Arm. 88 cm hoch. Ägypten, 14. bis 18. Jahrhundert, von Paul Kahle 1909 erworben. Ledermuseum, Offenbach.

In der vorislamischen und frühislamischen Zeit verstand man unter chayāl sinngemäß „Figur“ oder „Standbild“. In einem Naqā’id (Gedichtform der Gegenrede) zwischen Dscharīr und al-Farasdaq (Ende 7. / Anfang 8. Jahrhundert) bezeichnet das arabische Wort chayāl einmal eine Vogelscheuche (kurradsch), um Wölfe von der Schafherde fernzuhalten, ein andermal ein Steckenpferd. In etwas umfassenderen Sinn als „Steckenpferd“ wird chayāl zu einem „Schauspiel“, bei dem Kämpfe dargestellt und mit Blasinstrumenten und Rahmentrommel (daf) musikalisch begleitet werden. In dieser Wortbedeutung als „Schauspiel“ und „Nachahmung“ kommt chayāl im 9. Jahrhundert vor und ist synonym zum Verbalsubstantiv hikāya, das ursprünglich „Imitation“ bedeutete, woraus später „Erzählung“, „Geschichte“ wurde.
Seit dem 8. Jahrhundert meint chayāl im allgemeinen Sinn etwa eine Phantasievorstellung des Geliebten, der nachts im Traum erscheint, oder die Vorstellung eines Geistes, eines Schattens und die Illusion einer menschlichen Gestalt. Im Lisān al-ʿArab des Gelehrten Ibn Manzūr (1233–1311) kommt chayāl mit der vagen Umschreibung als Phantomgebilde vor. In der Bedeutung „Phantasie“ gelangte chayāl in die Sprachen Urdu und Hindi. In Indien heißt ein klassischer Musikstil Khyal und ein Theaterstil ebenfalls Khyal. Der Zusatz az-zill („der Schatten“) kam mit der Einführung des Schattentheaters im 11. Jahrhundert auf, um dieses von den weiterhin chayāl genannten Vorführungen mit menschlichen Darstellern zu unterscheiden. Sowohl Schauspieler als auch die Vorführer der Schattenspielfiguren hießen nun chayālī oder muhāyil, wobei Schauspieler auch als arbāb al-chayāl abgegrenzt wurden. Die Bedeutungsänderung von chayāl führte also von „Figur“, „Phantasie“ und „Schatten“ bis zu „Schauspiel“.

### Entstehung und Verbreitung
Der bereits genannte Batruni aus Kufa führte im 7./8. Jahrhundert mit seinem chayāl vielleicht eine darstellerische Tradition aus vorislamischer Zeit fort. Aus dem arabischen Mittelalter sind nur wenige Schauspiele bekannt, etwa aus der Zeit des abbasidischen Kalifen al-Mahdi (reg. 775–785). Ibn Schuhaid (992–1035), Ibn Quzmaz (1078–1160) und Ibn al-Hadsch (1250/56–1336) erwähnen neben anderen Schauspiele. Von Abd al-Baqi al-Ischaqi († 1660) stammt der einzige, vollständig erhaltene Text eines arabischen Theaterstücks.
Ein angenommener literarischer Hinweis auf ein Schattenspiel in Ägypten im 9. Jahrhundert ist wenig aufschlussreich. Die erste verlässliche Erwähnung des Schattenspiels – wenn auch ohne den Namen chayāl az-zill – stammt von dem Mathematiker und Astronomen Alhazen (um 965–1039/40), der in seinem naturwissenschaftlichen Werk Kitāb al-Manāzir von durchscheinenden Figuren spricht, die ein Vorführer vor einer Leinwand bewegt, so dass die Schatten dieser Figuren auf der Leinwand und auf der Wand dahinter zu sehen sind. Alhazen lebte in Ägypten etwa um die gleiche Zeit wie der Andalusier Ibn Hazm (994–1064), für den chayāl az-zill (in seinem Werk Kitāb al-Achlāq wa ’I-Siyar) die bereits genannte, sich im Kreis drehende Laterna magica war. Unter dem Titel Chayāl Dscha’far ar-Rāqis („Das Spiel des Tänzers Jafar“) erwähnt al-Hafadschi in Schifa’ al-Ghalil einen möglicherweise dritten Typ von Schattenspiel, bei dem sich ein Darsteller entlang eines Vorhangs bewegte, auf den das Licht einer Lampe seinen Schatten warf. Im 11. Jahrhundert scheint es in Ägypten bereits ein Schattenspiel mit Figuren gegeben zu haben, das unter der Bezeichnung chayāl az-zill im 12. und 13. Jahrhundert häufig erwähnt wird. Hervorgehoben wird eine Anekdote zu Saladin (1137–1193), der seinen eher zögerlichen Großwesir Qādī al-Fādil im Jahr 1171 überzeugte, mit ihm zusammen eine Schattenspielvorführung anzusehen. Der Wesir, der zuvor noch bei keinem Schattenspiel gewesen war, äußerte wohl zunächst religiöse Bedenken, zeigte sich jedoch beeindruckt, weil so viele Personen aufgetreten und wieder verschwunden waren und nach Entfernen des Vorhangs war er überrascht, weil sich dahinter nur ein einzelner Mann als Akteur verbarg. Die Anekdote zeigt, dass das Schattenspiel unter den Fatimiden im 12. Jahrhundert eine respektable und anspruchsvolle Form der Unterhaltung gewesen sein muss, die sich sogar ein frommer Mann zumuten konnte. Offensichtlich gab es ein Publikum, das Belehrungen über Religion und Moral als Schauspiel genoss. Die damalige Wertschätzung des Schattenspiels in gebildeten Kreisen bestätigt der ägyptische Sufi-Dichter Ibn al-Fārid (1181–1235), der das Schattenspiel als Metapher für die illusorische Natur der menschlichen Existenz erkennt und in seinem mystischen Gedicht Nazm as-sulūk („Die Ordnung des Weges“) dessen symbolische Bedeutung erklärt: Die Schattenfiguren stehen demnach für die Sinnesorgane, der Vorhang repräsentiert den menschlichen Körper und der Spielführer die göttliche Seele. Ibn al-Fārid gibt die älteste überlieferte Beschreibung von den Inhalten des arabischen Schattenspiels. In den Szenen zogen schwer bewaffnete Armeen auf, die an Land und im Wasser kämpften; es gab übernatürliche Wesen, wilde Löwen und einfache Fischer. Die Figuren stellten Heldengeschichten ebenso wie das Leben im Alltag dar. Beim Publikum rief all das starke Emotionen hervor.
Im Ägypten des 15. Jahrhunderts war das Schattenspiel nach Aussage des Historikers Ibn Iyas (1448 – nach 1522) weithin im Volk bekannt. Bis zu dessen Zeit hatte sich in Ägypten eine eigene Schattenspieltradition etabliert, die auf den aus Mosul stammenden Augenarzt (al-kahhāl) Schams ad-Dīn Muhammad Ibn Dāniyāl (1248–1311) zurückgeht. Ibn Dāniyāl, der möglicherweise Christ war, ließ sich um 1267, zur Zeit des mamlukischen Sultan Baibars I. (reg. 1260–1277) in Kairo nieder. Mit offizieller Erlaubnis des Sultans betrieb Ibn Dāniyāl eine Arztpraxis beim Bab al-Futuh in der Altstadt. Nebenbei diente er mehreren Regenten als Hofdichter (nach Baibars I. unter anderem dem Sultan al-Aschraf Chalīl, reg. 1290–1293, und dem Emir Sayf ad-Dīn Salār, † 1310) und betätigte sich als Vorführer von Schattenspielen. Von seinen Stücken, die er für das Schattenspiel schrieb, sind drei erhalten, die aus der Zeit Baibars stammen. Sie stellen die ältesten bekannten arabischen Schattenspiele dar. Ihre Sprache war ein klassisches Arabisch und – je nach dem Charakter der handelnden Figuren – stellenweise umgangssprachlich und mit Anzüglichkeiten durchsetzt oder in feiner Prosa gehalten.
Nach dem 13. Jahrhundert tauchen vereinzelte Hinweise zum arabischen Schattenspiel auf. Ibn Iyas, der zwar mehrfach Schattenspiele erwähnt, berichtet auch, dass Sultan Dschaqmaq (1438–1453) angeordnet habe, alle Schattenspielfiguren zu verbrennen und dass ein gläubiger Muslim die Aufführungen nicht sehen dürfe. Im Verlauf des 16. Jahrhunderts scheint das Schattenspiel in Ägypten an Bedeutung verloren zu haben, dafür entwickelt sich zu Beginn desselben Jahrhunderts das türkische Karagöz. Im Jahr 1517 eroberte der osmanische Sultan Selim I. Ägypten. Es wird berichtet, dass Selim in Kairo ein Schattenspiel sah, in welchem die Hinrichtung des letzten Mamlukensultans Tuman Bay nachgespielt wurde. Selim soll derart begeistert gewesen sein, dass er den Vorführer mit nach Istanbul nahm. Diese Geschichte wird als der Beginn des Karagöz zitiert. Im Stück reißt zweimal effektvoll der Strick, an dem Tuman Bay aufgehängt wird. Derart auf die Sensationsgier des Publikums zielende Aufführungen waren wohl der Anlass für Sultan Dschaqmaq, das Schattenspiel insgesamt wegen „Unmoral“ zu verbieten.
Seit dem 16. Jahrhundert gehörte das Karagöz zur höfischen Unterhaltungskultur im osmanischen Kernland und breitete sich allmählich in den vom Osmanischen Reich eroberten Gebieten aus. Im Maghreb existierte es im 19. Jahrhundert und regional bis Anfang des 20. Jahrhunderts als derbe Volksunterhaltung. Die Renaissance des ägyptischen Schattenspiels in der zweiten Hälfte des 19. Jahrhunderts war eine von den Maghrebländern unabhängige Entwicklung, die bis zur Mitte des 20. Jahrhunderts anhielt.

### Aufführungspraxis

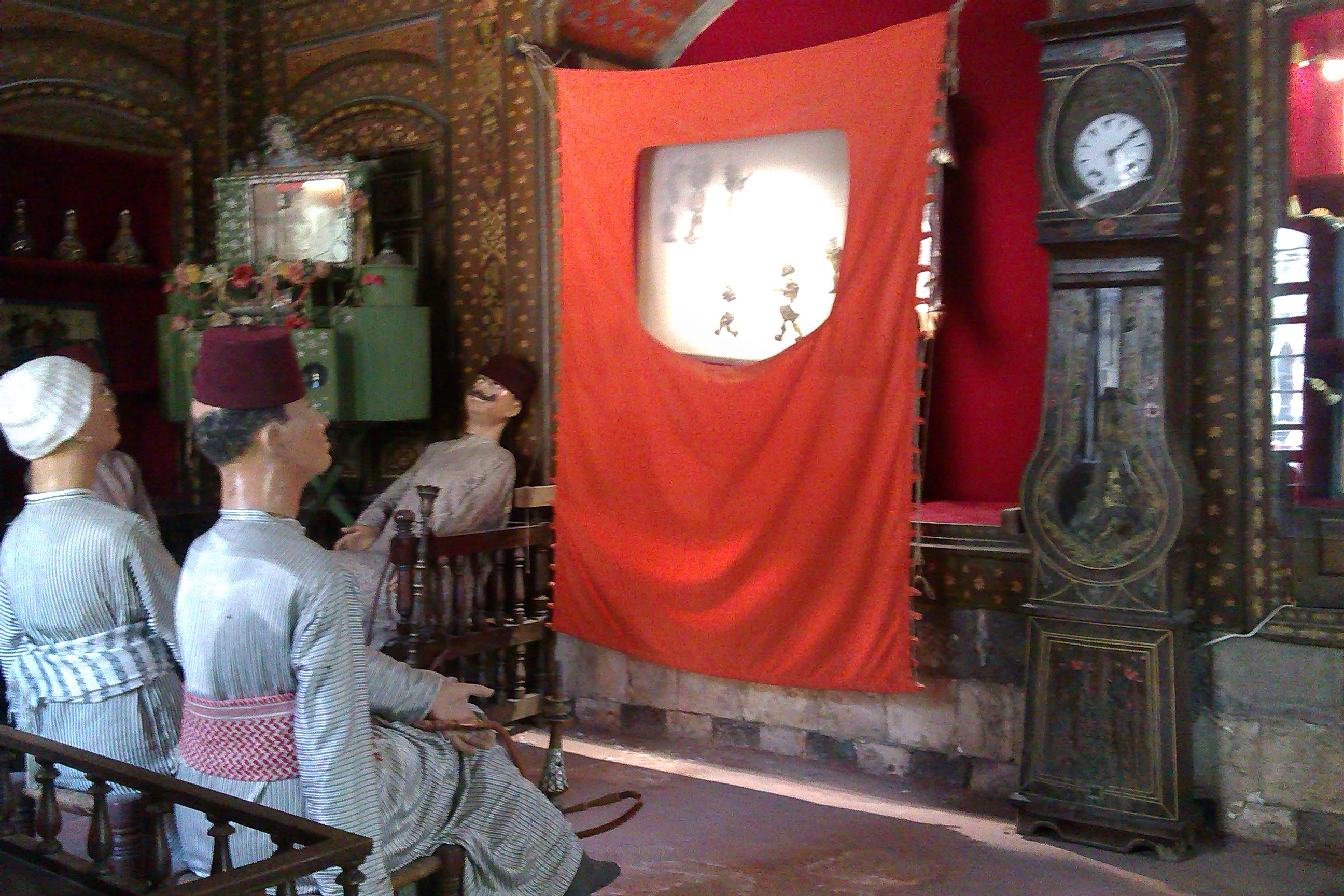
Inszenierte Schattentheatervorführung des 19. Jahrhunderts im osmanischen Syrien. Museum im Azim-Palast, Damaskus.

Die Kiste auf der rechten Seite, in welcher die Figuren zu Beginn der Aufführung bereitgehalten werden, bezeichnete der Dichter Ahmad al-Bayrūtī im 13. Jahrhundert als den Mutterbauch, und die Kiste auf der linken Seite, die zur Aufnahme der abgelegten Figuren dient, als den Sarg. Durch diese Metapher erhöhte er das Schattenspiel zur Bühne der Welt. Diese Anordnung verwendete auch Ibn Dāniyāl, der seine Figuren nicht in Kisten, sondern in Körben (safat, Plural asfāt) aufbewahrte. Die Schatten der dünnen Figuren aus getrockneter Tierhaut wurden mit dem Licht einer flackernden Öllampe (fānūs) oder Kerze (schamʿ) gegen einen weißen Vorhang (sitāra, auch sitr, izār oder schāsch) geworfen. Provisorische Bühnen für Aufführungen im Freien benötigten zumindest eine größere Kiste, in welcher der Puppenspieler (muqaddim) unsichtbar agierte. Stationäre Bühnen besaßen einen breiten Vorhang, der Zuschauer und Vorführer trennte. Im 18. und 19. Jahrhundert gab es provisorische Bühnen im Freien auf Marktplätzen, in Kaffeehäusern, gelegentlich in Privathäusern oder in Palästen. Die Schattenbilder wirken nur bei vollständiger Dunkelheit der Umgebung.
Die osmanischen Figuren des 18./19. Jahrhunderts sind etwa 30 Zentimeter, die älteren ägyptischen Figuren über 60 Zentimeter bis zu halber Lebensgröße hoch. Sie sind aus schwarz gefärbter dicker Tierhaut ausgeschnitten und mit gestrichelten Linien und geometrischen Mustern dekoriert. Bei manchen wertvollen Figuren sind einige ausgeschnittene Flächen mit einer dünneren, bemalten Haut hinterlegt, um durchscheinende, farbige Stellen zu erzeugen. Da die dünnen, farbigen Stellen wesentlich empfindlicher sind, gingen sie bei älteren Figuren häufig verloren. Um 1900 wurden die Figuren mit etwa einem Meter langen Spielstäben (aus den Rippen von Palmblättern) an den Vorhang gehalten. Mit der Spitze stecken die Stäbe in kreisrunden Löchern, die durch beidseitig aufgenähte Lederstücke verstärkt sind, in den Figuren. Sie sind damit in alle Richtungen beweglich. Eine sehr große Figur oder eine Figur mit beweglichen Teilen braucht zwei Löcher zum Fixieren. Bewegliche Teile werden durch Fäden zusammengebunden.
In der Vorrede zum ersten der drei von Ibn Dāniyāl erhaltenen Stücke heißt es, der Verfasser habe sie geschrieben, weil sein Freund – ein Vorführer von Schattenspielen – ihm klagte, die Leute hätten sich beschwert, dass die Schattenspiele alle so langweilig seien und sich ständig wiederholten. Des Weiteren geht aus der Einführung hervor, dass ein Schattenspieler seine Figuren selbst herstellt und sie in der Reihenfolge ihres Auftritts in der Kiste anordnet. Gedichte aus dem 15. Jahrhundert deuten an, dass auch Frauen (einmal wird eine Sklavin erwähnt) Schattenspiele vor männlichem Publikum aufführten.

### Drei Stücke Ibn Dāniyāls

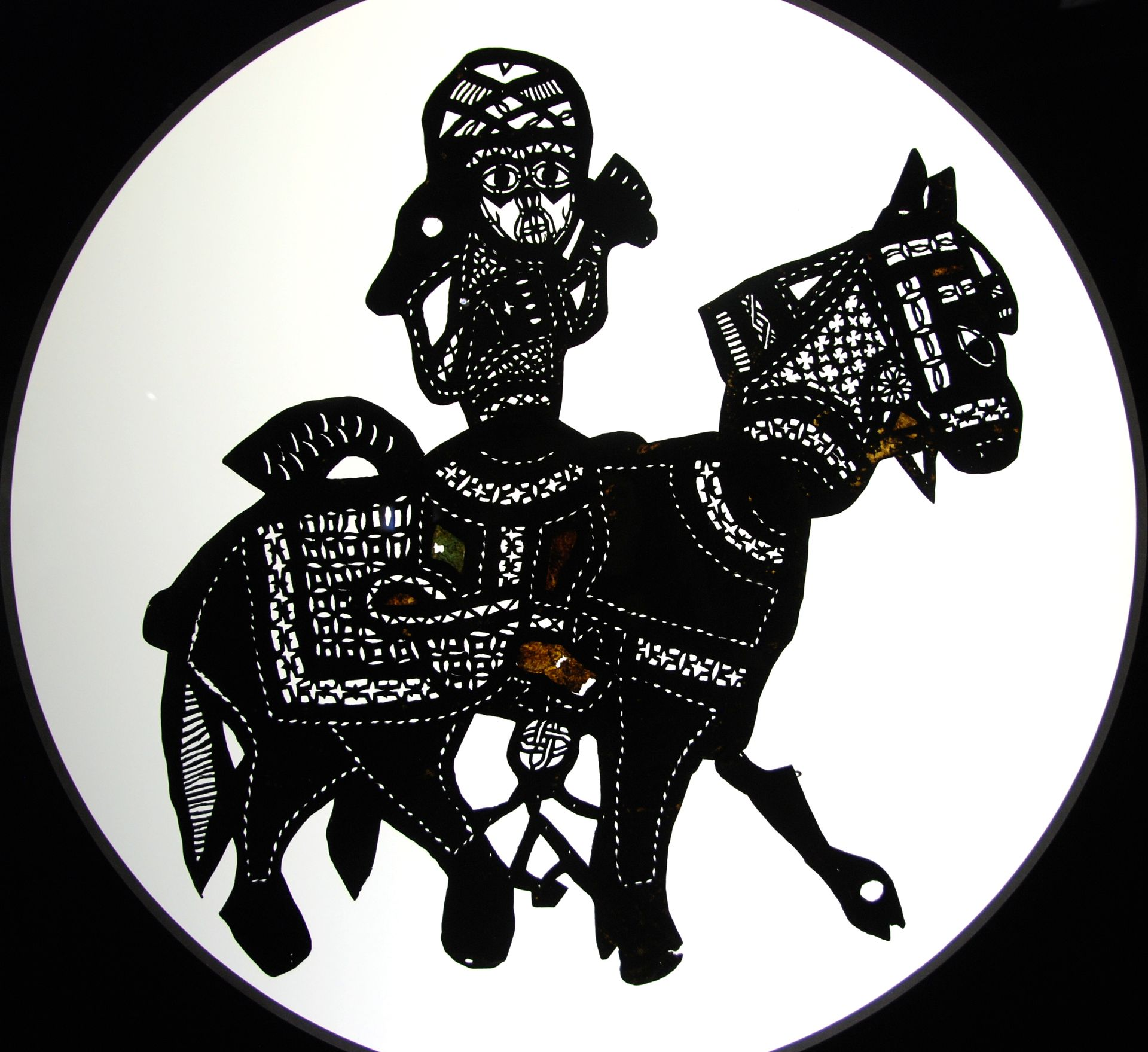
Reiter mit beweglichem Oberkörper. Zwei Löcher für Spielstäbe: an der rechten Schulter des Reiters und am linken Vorderfuß des Pferdes. Ägypten, 17./18. Jahrhundert oder früher. Sammlung Paul Kahle im Linden-Museum, Stuttgart.

Das Buch mit den drei Stücken (bāba, Pl. bābāt) Ibn Dāniyāls ist unter dem Titel Kitāb tayf al-chayāl bekannt und in vier Manuskripten erhalten. Die in allen Manuskripten in dieser Reihenfolge vorkommenden Stücke heißen Tayf al-Chayāl („Der Schatten-Geist“), ʿAdschīb wa-Gharīb (zwei Eigennamen, „der verblüffende Prediger und der Fremde“) und al-Mutayyam wa al-Daʾiʿ al-Yutayyim. Letzteres ist eine Burleske um den liebeshungrigen Mutayyam, der sich zum schönen jüngeren Yutayyim hingezogen fühlt. Der äußere Rahmen der drei Stücke ist der Gleiche: Sie spielen in Kairo zu Ibn Dāniyāls Zeit und drehen sich um alltägliche Dinge, über welche der Erzähler (ar-Rayyis, „Kapitän“) in Gestalt des Puppenspielers berichtet. Der Erzähler bringt die Handlung als außenstehender Kommentator vorwärts und indem er interpretiert, gibt er vielleicht die Meinung des Verfassers wieder. Gelegentlich greift er auch in das Geschehen aktiv ein. Die Protagonisten sind alle aus den unteren Gesellschaftsschichten ausgewählt, denn – wie Ibn Dāniyāl einmal den Erzähler sagen lässt – es steckt in jeder Figur eine Wahrheit verborgen. Ibn Dāniyāl spricht von der Abbildhaftigkeit des Theaters. Die Schattenspielfiguren gehören zum Reich der Illusion und sind zugleich wirklich, weil in jeder eine reale Person stecken könnte. Das Publikum wird in diese besondere Atmosphäre eingestimmt und erkennt die versteckte Aufforderung, Parallelen zwischen den Figuren und der Welt draußen zu ziehen.
Das 828 AH (1424 n. Chr.) älteste, datierte Istanbul-Manuskript (A) ist mit 364 Seiten in einer weiten Schrift am umfangreichsten und enthält Abschnitte, die in den anderen Abschriften nicht vorkommen. Es diente Kahle als wesentliche Grundlage. Das Escorial-Manuskript (B), datiert 845 AH (1441/42 n. Chr.), ist enger geschrieben und besteht aus 126 Seiten. Das undatierte Taymurya-Manuskript (C) aus Kairo, vermutlich aus dem 16. Jahrhundert, mit 134 Seiten besitzt zahlreiche Textlücken (Lacuna). Das vierte Manuskript (D), das 998 AH (1590) datiert ist, entdeckte Jörg Krämer in der Azhar-Bibliothek. In diesem fehlen über die Hälfte des zweiten und des dritten Stücks.

#### Erstes Stück
Das für die gesamte Trilogie namensgebende erste Stück ist das längste und am meisten ausgereifte. Tayf al-Chayāl heißt wie der Titel die Hauptfigur, die ihrem Namen entsprechend, im Prolog eine Geschichte aus dem Schattenreich und zugleich aus dem Kairo jener Zeit verspricht. Tayf al-Chayāl begrüßt den Erzähler, führt einen für das Schattentheater üblichen Tanz vor und dankt Gott mit einem konventionellen Gebet. In der nächsten Szene wendet sich Tayf al-Chayāl dem Publikum zu, erzählt von seinem bisherigen lasterhaften Leben, dem er nun abgeschworen habe und dass er nach Kairo gekommen sei, um seinen Freund Amir Wisal zu finden, den er von früheren Zeiten in Mosul kenne. Er erzählt, dass Sultan Baibars rücksichtslos gegen alle Vergnügungen des Lebens vorgegangen war und den Weingenuss verbot. Der für die Sünden verantwortliche Satan sei nun tot, so glaubt Tayf al-Chayāl, weshalb er eine lange Huldigung an Satan („unseren Meister Iblis“) singt und darin sein Sehnen nach den verbotenen Dingen ausdrückt. Iblis erhält die Rolle als spiritueller Führer in der Unterwelt zugesprochen, als unterweltliches Gegenstück zum „Scheich“ einer tarīqa. Es ist das Motiv einer verkehrten religiösen Sphäre, die sich an weiteren Stellen des Textes als Kampf zwischen zwei Gegensätzen zeigt. Nun wird Amir Wisal gerufen, der auch prompt als Soldat (jundi) erscheint. Amir Wisal erzählt ausgiebig von seiner wilden Vergangenheit, über Liebesabenteuer mit beiden Geschlechtern und ohne ein schlüpfriges Detail auszulassen. Dem Satan empfiehlt er, Ägypten zu verlassen, um einer Bestrafung durch den strengen Sultan zu entgehen.
Nun beschließt Amir Wisal, seinen bisherigen ausschweifenden Lebensstil aufzugeben und einen Hausstand zu gründen. Weil Amir Wisal als (Pseudo-)Prinz auftritt, hat er einen Sekretär, der sich um seine Finanzen kümmert (ein Kopte). Der Sekretär rechnet ihm sein Vermögen und seinen Grundbesitz zusammen, der nur aus Gräbern und dem in Ruinen liegenden Viertel von Alt-Kairo besteht. Es wird klar, dass es sich bei Wisal um einen närrischen Anti-Prinzen handelt. Als Tayf al-Chayāl den Sinneswandel vernimmt, ist er bestürzt über den Beschluss, der auch sein eigenes liederliches Leben infrage stellt. Umm Raschid, eine ältere Heiratsmittlerin, wird herbeigerufen, um für Amir Wisal eine Ehefrau zu finden. Umm Raschid erklärt, sie habe genau die richtige Frau parat: jung, hübsch, von ihrem gewalttätigen Mann geschieden – und lesbisch. Wisals Problem ist, das für die Hochzeit notwendige Geld zusammenzubekommen. Als ihn Tayf fragt, wohin seine vielen Pferde, Kamele und Esel verschwunden sind, sagt Wisal in sich reimenden Wortspielen, dass er sein gesamtes Vermögen für Alkohol ausgegeben habe. Selbst sein einziges verbliebenes Pferd wurde krank und starb an Entkräftung. Nun, sagt Wisal, wolle er heiraten, um den Prostituierten zu entfliehen und um ein ehrbarer Bürger zu werden.
Umm Raschid taucht ungerufen auf, kündigt das große Hochzeitsfest an und ermahnt Wisal, das Geld für die Kapelle bereitzuhalten. Die Braut ist mit ihrer gesamten Familie angereist, einschließlich eines Jungen, der sich als ihr Enkel und als vom Teufel besessen herausstellt. So alt ist also die Braut und unglaublich hässlich, wie Amir Wisal feststellt, als er den Schleier lüftet und sie dabei einen Eselsschrei von sich gibt. Eine Menge obszöner Details schmücken die Aktivitäten aus. Der Betrug war die Rache der Mittlerin gegen die Männer im Allgemeinen für deren schlechtes Verhalten und im Besonderen gegen Wisal. Der erzürnte Wisal droht, seine militärische Autorität einzusetzen und verlangt die Bestrafung der Mittlerin und ihres Mannes Aflaq. Herbeizitiert kommt Aflaq, ein jämmerlicher, weltvergessener Alter, der sich nur noch an seine Jugend erinnern kann und seine Haare gefärbt hat, um jünger zu wirken. Aflaq kann berichten, dass seine Frau gerade eben unter der Hand des unfähigen Arztes Yaqtinus gestorben ist. Doktor Yaqtinus wird einbestellt, bestätigt die Aussage und ergänzt, dass Umm Raschid in einem Bordell gestorben ist. Das Ableben Umm Raschids bringt die beiden Freunde Wisal und Tayf al-Chayāl dazu, Reue zu zeigen und eine Pilgerfahrt (Haddsch) nach Mekka zu unternehmen.
Die Handlung um die zentrale Figur Prinz Wisal ist einigermaßen dramatisch organisiert. Die Ankunft Wisals in Kairo stellt einen Wendepunkt in seinem Leben dar und fällt geschichtlich mit der Machtergreifung des Mamluken Baibars zusammen. Die Inszenierung folgt einem einfachen Muster, bei dem die Figuren auf Bitten von Wisal gegenüber Tayf und anschließend auf Zuruf Tayfs auftreten. Einzig Umm Raschid kommt einmal (unerwünscht) von selbst. Die Charaktere sind vielschichtiger dargestellt, besonders Umm Raschid. Sie ist eine Puffmutter mit Leidenschaft für ihr Geschäft, eine redselige Kupplerin und zugleich auf ihren materiellen Vorteil bedacht. Der Sprachdialekt ist sorgfältig auf die Figuren zugeschnitten.
Der völlige Verzicht auf moralische Kategorien ist ebenfalls charakteristisch für die mittelalterliche europäische Literatur über Narren, bei denen physische und moralische Defizite häufig einhergehen. In einer derben Form kommen Witz gepaart mit Obszönität bereits in der frühen griechischen Literatur vor und in einer verfeinerten Sprache beispielhaft im Roman Satyricon des Römers Titus Petronius Mitte des 1. Jahrhunderts n. Chr. In der arabischen Literatur ist dieses Phänomen charakteristisch für die Zeit zwischen dem 9. und dem 14. Jahrhundert.
Das Stück bewegt sich nicht allein in der niederen Sphäre der weltlichen Genüsse. Der Aspekt des Todes klingt unterschwellig mit der Nennung der Gräber bei der Aufzählung der – nicht vorhandenen – Besitztümer Wisals an. Der Tod von Umm Raschid bringt die beiden Hauptfiguren dazu, sich auf die Pilgerreise nach Mekka zu begeben. Hier zeigt sich die religiöse und moralisierende Komponente des Schattentheaters.

#### Zweites Stück

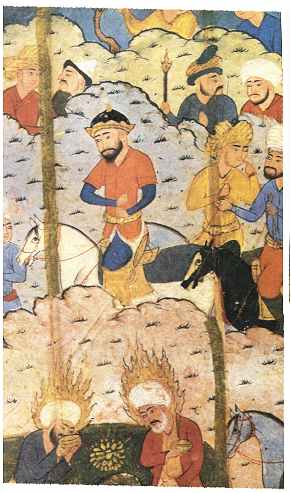
Al-Hamadhanis Reimprosa (maqāma) spielt im Unterschichtsmilieu der Banū Sāsān. Die beiden gegensätzlichen Hauptfiguren sind der gebildete Erzähler al-Hischam und der Gauner Abu l-Fath. Miniatur aus den gesammelten Erzählungen Maqamat Badi' al-Zaman al-Hamadhani.

Das zweite Stück ʿAdschīb wa-Gharīb verzichtet im Unterschied zum ersten fast vollständig auf eine Handlung. Es besteht aus einer Abfolge von Szenen mit Figuren, die verschiedene Charaktere und Tätigkeiten verkörpern und von der Figur des Gharīb verbunden werden. Die Namen ʿAdschīb und Gharīb stehen für zwei unterschiedliche gesellschaftliche Gruppen. Nach einem kurzen Prolog des Erzählers tritt Gharīb („der Seltsame“, „Fremde“) auf, dessen Name ein Wortspiel ist und seine Zugehörigkeit zur Unterschicht der Bettler, Gauner und Scharlatane aller Art bezeichnet, die im islamischen Mittelalter die Randgruppe der Banū Sāsān bildeten. Die Banū Sāsān – „Nachkommen des Sasan“, weil sie ihre Abstammung auf einen legendären Scheich Sāsān zurückführten – waren eine Gemeinschaft von Gleichgesinnten, die als Landstreicher umherzogen. Banū Sāsān sind als ein Thema der frühislamischen und mittelalterlichen Adab-Literatur überliefert. Gharīb erzählt zunächst wehmütig zurückblickend in allen Details von seinem vergnüglichen Leben, das hauptsächlich aus Alkohol und Sex bestand. Er erklärt, weshalb er und seine Verbündeten aus Mangel an Alternativen zu Trickbetrügern wurden, die ihren Lebensunterhalt auf diese Weise verdienen müssen.
Zur Verdeutlichung seiner Methoden benennt er dem Erzähler einige Verkleidungen, mit denen es ihm gelingt, die Leute um ihr Geld zu erleichtern. Hierzu gehören Vorführungen mit Tanzbären, Hunden, Affen, Ziegen, Elefanten sowie Auftritte als Schlangenbeschwörer, Seiltänzer, Schwertschlucker, Quacksalber, Amuletthändler, Lehrer und Prediger. Nun zieht sich Gharīb zurück, um eben jenen Figuren eine Bühne zu bieten. Jeder dieser Gewerbetreibenden stellt sich vor und gibt einen Einblick in seine Tätigkeit in der für ihn typischen Sprache. Zunächst tritt der Prediger auf, ein gewisser ʿAdschīb (ʿAdschīb ad-Dīn, „der Wunderliche, Verblüffende“), wie vermutlich ein bekannter Prediger jener Zeit hieß, gefolgt von allen anderen. Den Abschluss bildet ein Kamelführer. Gharīb schließt das Stück mit einem Epilog.
Die auftretenden Charaktere sind typisch für die Literatur zu den Banū Sāsān ab dem 13. Jahrhundert, wie Clifford Edmund Bosworth (1976) feststellt. Durch sie wird ein lebendiges Bild vom Marktalltag in Kairo gezeichnet. Die Sprachebenen der Figuren sind sehr unterschiedlich: Während der Elefantenführer und der Löwenbändiger mit einer Strophe aus vier Versen auskommen, erklären etwa der Schlangenbeschwörer und der Astrologe über mehrere Seiten ihre raffinierten Überredungskünste. Die Figuren ziehen auf und ab ohne zu interagieren. Gemeinsam vertreten sie den Aspekt des Fremden: Sie sind Außenseiter der Gesellschaft, die als Banū Sāsān vereint zu einer eigenständigen Identität gefunden haben. Falls die letzte Zeile im Prolog, die nur aus der Wiederholung des Wortes gharīb besteht, eine Bedeutung hat, dürfte sie sich auf das Thema Fremdheit beziehen. ʿAdschīb vertritt die gebildete Klasse und entspricht insoweit Hacivat, dem Partner des volksnahen, ungebildeten Karagöz. ʿAdschīb – Gharīb und später Karagöz – Hacivat sind gegensätzliche Charaktere in komischen Rollen, die im arabischen Theater eine Reihe von Nachfolgern gefunden haben. Hierzu zählen in Ägypten der Meister Sayyid und sein Knecht Farfur (im Schauspiel al-Farafir von Yusuf Idris, 1964) und in Syrien die Komödie von Husni und Ghawar (formal an Laurel und Hardy angelehnt).

#### Drittes Stück
Das Stück al-Mutayyam wa al-Daʾiʿ al-Yutayyim (etwa „Der Verliebte und der Verlorene, der Leidenschaft erweckt“) hat eine Handlung, die jedoch schwierig wiederzugeben ist, weil mehrere Manuskripte erhalten sind, die textlich stark voneinander abweichen. Nachdem der Erzähler das Publikum begrüßt hat, tritt ein verzweifelter Mutayyam auf, der unter Tränen seinen Liebeskummer als Gedicht vorträgt. Dann berichtet er, zum Publikum gewandt, er sei von Mosul gekommen und erzählt von seiner Liebe zu einem jungen Mann, in den wegen seiner Schönheit – die er im öffentlichen Badehaus (Hammam) erkannte – auch alle anderen Männer verliebt seien. Es folgt ein Liebesgedicht (muwaschschah) an den jungen Mann. Als er dieses beendet hat, tritt ein missgestaltiger Mann auf, unappetitliche Geräusche von sich gebend, der behauptet, der frühere Geliebte Mutayyams aus Mosul zu sein. Er wirft Mutayyam vor, ihn verlassen zu haben. Mutayyam erklärt die Beziehung für längst beendet und fragt ihn, ob er zufällig Yutayyim oder dessen Diener Bayram gesehen habe, ohne jedoch seine Leidenschaft für jenen zu offenbaren. Mutayyam erzählt von der ersten Begegnung mit Yutayyim im Hammam, wie er auf den Boden stürzte und Yutayyim ihm aufgeholfen habe.
Der junge Bayram versucht mit lobenden Worten, Yutayyim für den liebenden Mutayyam zu interessieren: Beider Gemeinsamkeit sei die Begeisterung für Tierwettkämpfe. Als Mutayyam dies hört, ist er erfreut und beginnt zu singen. Alsbald taucht Yutayyim auf und stimmt in den Gesang ein. Im Wechselgesang preisen sie die Vorzüge ihrer Kampfhähne, was zwangsläufig zu einem Hahnenkampf führt, den Yutayyims Hahn verliert. Den anschließenden Kampf zwischen Ziegenböcken verliert ebenfalls Yutayyims Tier, dafür gewinnt beim nächsten Kampf dessen Ochse. Seinen unterlegenen Ochsen lässt Mutayyam schlachten und ein Festmahl mit Wein und Köstlichkeiten für eine große Zahl von Männern herrichten, die sich bei der Gelegenheit mit jeder Art von sexuellen Aktivitäten beschäftigen, bis sie besoffen in den Schlaf fallen. Mitten im Geschehen erscheint der Todesengel, der die Schläfer aufweckt und ernüchtert. Zeit für Mutayyam, Buße zu tun und demütig Gott um Vergebung zu bitten. Mit dem Begräbnis von Mutayyam endet das Stück. Mit seinem Tod hat Mutayyam den höchsten Preis für seinen unsittlichen Lebenswandel bezahlt. Wegen der in diesem Ende ausgedrückten Moral erkennt der Literaturwissenschaftler Muhammad Mustafa Badawi (1982) eine Parallele des dritten Stücks – ebenso des ersten – zu den Moralitäten, die im 15. und 16. Jahrhundert in Europa aufgeführt wurden.

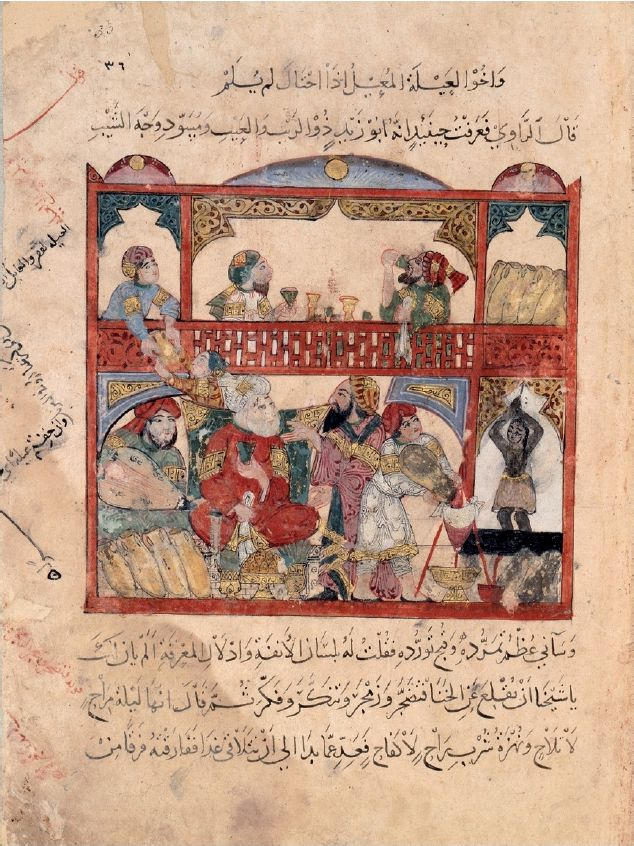
Maqāmāt von al-Hariri, zwölftes maqāma. Miniatur von al-Wasiti 1237. Typische Kneipenszene des 13. Jahrhunderts. Nationalbibliothek, Paris

Das dritte Stück ist das kürzeste, obwohl ungefähr 22 Personen und einige Tiere auftreten. Hahnenkampf war damals eine beliebte Freizeitbeschäftigung, der auf der Straße und in Kampfarenen nachgegangen wurde. Die Möglichkeit für das Publikum, Partei für einen der Kämpfer zu ergreifen, bietet sich auch bei den Tierkämpfen im Schattenspiel und der Spielführer bekommt die Gelegenheit zu improvisieren. Die großen strukturellen Unterschiede der drei Stücke zeigen das Bestreben Ibn Dāniyāls, den vorhandenen Schattenspielen, von denen das Publikum gelangweilt wurde, möglichst viel Neues entgegenzusetzen. Die Kombination aus Reimversen und Prosa spricht für die Entwicklung von Ibn Dāniyāls Schattenspiel aus der arabischen Prosaform maqāma. In der Eröffnung des dritten Stücks bezieht sich der Erzähler entsprechend auf die Figur Ibn Hammām, den gebildeten Erzähler in al-Hariris (1054–1122) Reimprosa. Ibn Hammāms Partner ist der Vagabund Abu Said, der sich mit viel Witz und wenig Tugend durchbringt. Vorbilder der beiden Charaktere sind der schöngeistige al-Hischam und der Gauner Abu l-Fath in den Erzählungen Al-Hamadhanis (968–1007). Regieanweisungen sind in den Text eingebunden, der in seiner Struktur eher einer in lange Reden aufgeteilten Erzählung als einem Drama entspricht. Da Schattenspiele aus dem 11./12. Jahrhundert nicht überliefert sind, kann nur spekuliert werden, ob bereits darin ähnliche populäre Vagabunden wie in den Schattenspielen Ibn Dāniyāls und den Maqāmāt eine Rolle spielten. Richard Ettinghausen (1962) bemerkte als erster eine Beziehung zwischen den beiden Literaturgattungen. Die Maqāmāt von al-Hariri enthalten wie die abgeleiteten Schattenspiele häufig eine satirisch überhöhte Betrachtung der Gesellschaft und eine moralische Schlussfolgerung.
Neben den literarischen Beziehungen von al-Hariris Maqāmāt hin zur Schattenspieldichtung hatten umgekehrt die Schattenspielfiguren auch Einfluss auf die Buchillustrationen. Die gebildete und begüterte Oberschicht, bei der al-Hariris Werk großen Anklang fand, sorgte für eine Nachfrage, die viele Kopisten und Illustratoren beschäftigte. Manchen dienten die im mamlukischen Ägypten angefertigten Schattenspielfiguren als Grundlage ihrer Ausgestaltung von al-Hariris Texten. Die Personen des 1334 datierten Maqāmāt (Österreichische Nationalbibliothek, Wien) befinden sich innerhalb eines Rahmens, der mit seitlichen Vorhängen an eine Theaterbühne erinnert. Die Figuren selbst sind stilisiert und innerhalb einer scharfen Kontur als ornamentale Fläche ausgefüllt. Einen plastischeren Stil pflegte der berühmteste Maqāmāt-Illustrator al-Wasiti. Seine Miniatur zum zwölften Maqāma zeigt eine für das 13. Jahrhundert typische Kneipenszene. Darin ist al-Harith aufrecht stehend im Profil in der rechten Bildmitte zu sehen. Seine Haltung mit einer ausgestreckten Hand erinnern an eine Schattenspielfigur, während die übrigen Ausstattungsdetails zum Kanon der Buchmalerei gehören. Von der Mitte des 12. bis zur Mitte des 13. Jahrhunderts sind ferner persische Keramikschalen erhalten, auf denen mit schwarzer Farbe auf türkisfarbenem oder hellem Untergrund hüpfende, männliche Figuren im Profil gemalt sind, die mutmaßlich nach dem Vorbild von Schattenspielfiguren entstanden. Zu den typischen Übereinstimmungen, die sich auf der persischen Keramik und in Buchmalereien wiederfinden, gehören eine ungewöhnlich lange Nase, eine schmale Stirn, abstehende Kraushaare oder lange, spitz zulaufende Haare.

### Der Leuchtturm von Alexandria
Die einführenden Bemerkungen Ibn Dāniyāls zu seinen drei Stücken zeigen, dass seine Schattenspiele damals nicht die einzigen waren, sondern dass es vor ihm bereits seit längerer Zeit Schattenspiele gegeben haben muss, von denen nur nichts überliefert ist. Ein Manuskript aus Kairo könnte nach Paul Kahle (1930) das Fragment eines zur selben Zeit entstandenen oder noch älteren Schattenspiels enthalten. Paul Kahle erwarb dieses Manuskript 1907 von Derwisch el-Kaschasch, dem Sohn des Schattenspielers Hasan el-Kaschasch, übersetzte und analysierte die darin enthaltenen Stücke. Das Manuskript besteht aus 240 Blättern, die offensichtlich durch den Gebrauch bei Vorführungen abgenutzt worden waren.
Der Titel des ersten Blattes lautet dīwān kedes („Schattenspiel-Sammlung“); nach dem Datum auf dem letzten Blatt wurde das Manuskript 1707 vollendet. Die Zusammenstellung der Sammlung besorgte wohl der namentlich genannte Raʾīs Dāʾūd al-ʿAttār aus dem Dorf al-Manāwi südlich von Kairo (genannt Dāʾūd al-Manāwi). Ein großer Teil der Gedichte verfasste Dāʾūd selbst, die restlichen stammen von anderen Autoren, von denen er zwei benennt. Aus dem Zusammenhang ergibt sich, dass einer der genannten Autoren, von dem elf Gedichte enthalten sind, Dāʾūds Lehrmeister war. Paul Kahle hält es für gegeben, dass Dāʾūd nicht selbst die Abschrift von 1707 anfertigte – dann hätten die angegebenen Autoren im 17. Jahrhundert gelebt haben müssen, sondern zur Zeit eines erwähnten Sultan Ahmed lebte. Von den drei türkischen Sultan Ahmeds kommt nur Ahmed I. (reg. 1603–1617) in Frage, weil unter ihm der Wesir Öküz Mehmed ab 1607 Pascha von Ägypten war und Ende 1611 zum Admiral der türkischen Flotte ernannt wurde. Am 30. Juni 1612 feierte Öküz Mehmed Pascha in Konstantinopel seine Hochzeit mit großem Pomp. Vermutlich waren unter den Gesandten aus Ägypten auch einige Schattenspieler dabei, die bei ihren Vorführungen und bei Prozessionen Kesseltrommeln (naqqāra) schlugen und als Spaßmacher auftraten. Kahle schließt weiter, dass Dāʾūd als Meister des Schattenspiels zur ägyptischen Abordnung in Konstantinopel gehörte und somit den größten Teil seines Lebens in der zweiten Hälfte des 16. Jahrhunderts verbrachte. Sein Lehrmeister muss demnach um die Mitte des 16. Jahrhunderts aktiv gewesen sein. Folglich stammen aus dieser Zeit einige der in den Schattenspielen eingebauten Gedichte. Das in der Sammlung enthaltene Spiel vom Leuchtturm dürfte nach Ansicht von Kahle wegen seines Inhalts noch älter sein, denn es enthält eine lebendige Beschreibung des Pharos von Alexandria, der zwischen dem ersten und zweiten Besuch Ibn Battutas (1326 und 1349) durch ein Erdbeben weitgehend zerstört wurde. Dies spricht dafür, dass die Erstfassung des Stücks vor der Mitte des 14. Jahrhunderts existierte.
Eine weitere zeitliche Bestimmung erlauben Paul Kahle zufolge die zu diesem Leuchtturmspiel gehörenden rund 80 Schattenspielfiguren, die er 1909 in Kairo erwarb. Einige besitzen ein bestimmtes mamlukisches Wappen, das nur zwischen 1290 und 1370 verwendet wurde. Für die demnach zum Teil aus der ersten Hälfte des 14. Jahrhunderts erhaltenen Schattenspielfiguren erkennt Kahle ein dazugehöriges Stück aus dieser Zeit, dessen Ursprünge im 12. oder 13. Jahrhundert liegen könnten.

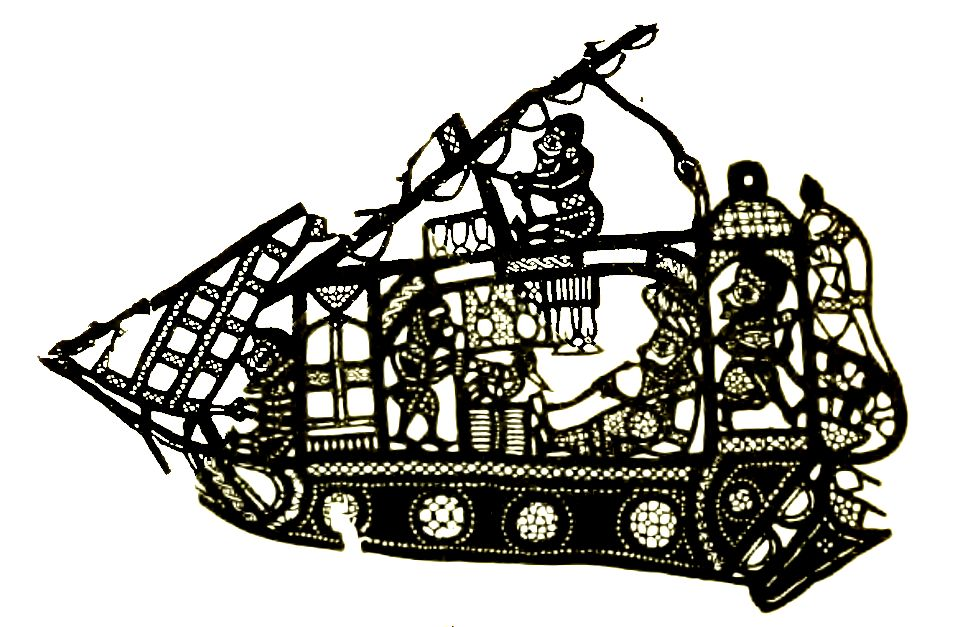
Dahabije, einmastiges Nilschiff mit dreieckigem Segel und Kajüte. In der Mitte der Pascha mit Wasserpfeife, ihm gegenüber ein Vogel, hinter ihm steht ein Sklave. Am Bug hält der Steuermann das Ruder fest. 74 cm lang und 47 cm hoch. Ägypten, etwa 15. Jahrhundert. Von Paul Kahle 1909 erworben.

Kahles frühe Datierung dieser Schattenspielfiguren wird durch ein winziges Detail einer der Figuren in Frage gestellt. Die Figur stellt ein Nilschiff (Dahabije) mit Passagieren dar. Einer der Passagiere, der in der Mitte sitzende Pascha, führt einen Schlauch zu seinem Mund, der am Boden in einem Gefäß endet, das deutlich als Wasserpfeife erkennbar ist. Die Tabakpflanze wurde erst mit der Entdeckung Amerikas in der Alten Welt bekannt. In den islamischen Ländern tauchen Rauchutensilien bei archäologischen Funden seit dem Ende des 16. Jahrhunderts auf. Bis dahin wurden Haschisch und andere Rauschmittel gekaut oder als Flüssigkeit eingenommen. Rauchen wird erst in literarischen Quellen der osmanischen Zeit erwähnt. Folglich könnte diese Figur eine osmanische Imitation eines älteren Modells sein, was die Datierung der Figuren insgesamt unsicher macht. Es ist auch unklar, ob sie alle aus derselben Zeit stammen. Kahle begegnete dem Einwand mit dem Tabakraucher bereits 1911: Wasserpfeifen mit Tabak kamen zwar erst ab der Mitte des 17. Jahrhunderts vor, aber Haschisch wurde damals zumindest in Persien geraucht. Für am wahrscheinlichsten hält Kahle, dass es sich entsprechend chinesischer Tradition um einen Opiumraucher handelt, weil Haschisch eher von der einfachen Bevölkerung und nicht von einem Pascha konsumiert wurde. Opium wurde in großen Mengen in Oberägypten angebaut, worüber seit dem 6. Jahrhundert Berichte vorliegen.
Das Stück „Der Leuchtturm von Alexandria“ (Li’b al-manār) spielt seinem Alternativtitel „Der Krieg gegen die Fremden“ (Harb al-ʿadscham) entsprechend in einer Zeit, als die christlichen Kreuzfahrer eine Bedrohung für die Muslime in der Levante darstellten. Konkret kann es sich als historisches Erlebnis nur um den unter König Peter I. von Zypern durchgeführten Kreuzzug gegen Alexandria 1365 handeln, der im Schattenspiel verarbeitet wurde.
Nach einer nur fragmentarisch erhaltenen Vorrede beschreibt der Erzähler (al-Hāziq) die Schönheit des Leuchtturms (Abschnitt 3. B, Einteilung bei Paul Kahle, 1930) und gerät dabei sogleich in einen komischen Dialog mit ar-Richim (dem Clown), der auf Zuruf erscheint. Der Erzähler nennt den ängstlichen ar-Richim scherzhaft einen Löwen, der die Feinde vertreibt und ihre Herzen frisst. Der so Angesprochene gibt ehrlich zu, dass er sich beim nächsten Kampf hinter der Tür des Hauses verstecken wird. Der Erzähler fährt (in 4. Ba) mit der detaillierten Beschreibung der Architektur des Leuchtturms fort und geht dann in eine patriotische Huldigung der eigenen Kämpfer über, die den angreifenden Ungläubigen (Christen) haushoch überlegen seien. Dies geschieht in der Form von 24 Strophen zu je vier Versen. Jeweils die ersten drei Verse reimen sich miteinander, während der vierte Vers auf dem Gesamtreim –āh endet. Die vier letzten Strophen fehlen weitgehend.
Im folgenden, fragmentarisch erhaltenen Gedicht (5. C und 6. Ca) fordert der Erzähler den Clown auf, den Leuchtturm zu besteigen, um nach dem Feind Ausschau zu halten. Dessen Verzagtheit verärgert den Erzähler. In zehn Strophen zu je fünf Versen (7. B) beschreibt der Erzähler erneut bewundernd Details des Leuchtturms, die dort versammelten Kämpfer und ihre Waffen. So geht es in den nächsten zwölf Strophen zu je vier kurzen Versen (8. Ba) weiter. Inhaltlich Neues bringt die Ankunft eines Marokkaners (13. D), eines Kaufmannes, der in Venedig Handel getrieben hatte und nun gekommen ist, um die Muslime vor einem drohenden Angriff der Kreuzfahrer zu warnen. Der Erzähler ruft daraufhin seinen Bruder Maimūn herbei, damit er die Männer in den Kampf führen möge (15. E). In einem kurzen, strophischen Fragment tritt ein Bote der Christen auf, der die Muslime zur kampflosen Aufgabe bewegen will (17. F). Außerdem versucht der christliche Bote vergeblich, ar-Richim zum Überlaufen zu bewegen, indem er ihm Reichtümer und seine Tochter Būma („Eule“) zur Frau verspricht (24. J). Aber da ar-Richim Hunger hat, lässt er sich mit dem Versprechen auf gutes Essen auf das Schiff der Christen locken, wo er den tapferen Kämpfer Herdān trifft, der gefangen genommen wurde (27. L). Die Christen weigern sich, Herdān gegen eine Belohnung freizulassen, die ar-Richim anbietet. Herdān bittet darum, gewaltsam befreit zu werden. Darauf kommt es zum Kampf um dessen Freilassung. Eine von Dāʾūd al-Manāwi hierzu verfasste Szene besteht aus 18 Strophen zu je acht Kurzversen. Verse 1–3 und 5–7 reimen sich jeweils untereinander, Vers 4 und 8 enden mit dem Hauptreim (28. La). Eine Variante dieser Szene von einem unbekannten Verfasser hat dasselbe Versmaß (29. La). Die Muslime haben die Schlacht gewonnen (30. M), die Banu al-Asfar (Byzantiner, in mamlukischer Zeit allgemein Ungläubige, Kreuzfahrer) sind alle in Ketten gelegt. Das Stück endet mit Strophen, in denen der Sieg über die Christen gefeiert und noch einmal der Leuchtturm gepriesen wird (33. C).
In den gesamten Text sind immer wieder zusammenhanglose Abschnitte eingestreut und die Haupthandlung wird durch zahlreiche Wiederholungen aufgehalten. Dies mag an den fehlenden Teilen und daran liegen, dass Szenen mehrerer Verfasser und aus verschiedenen Zeiten zusammengefügt wurden. Dennoch lebt das Stück vom Wechselspiel zwischen den stolzen Verkündigungen der Helden und dem ängstlichen Getue des Narren. Zum Witz gehören ebenso die Aussprachefehler der fremden, christlichen Figuren. Dagegen fehlen der in den Stücken Ibn Dāniyāls vorhandene, differenzierende Umgang mit verschiedenen Sprachebenen und eine feinere Charakterdarstellung.

### Das Krokodilspiel

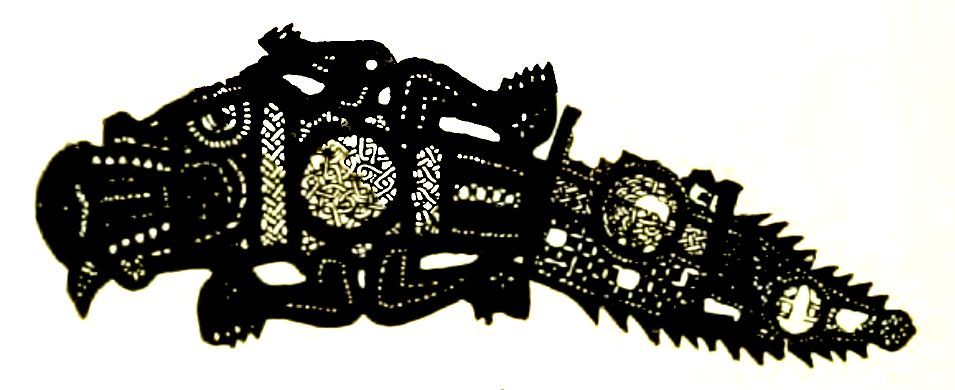
Das Krokodil verschlingt einen Menschen. Rumpf von oben, Maul von der Seite gesehen, 89 cm lang. Ägypten, 14. bis 18. Jahrhundert, von Paul Kahle 1909 erworben.

„Das Krokodilspiel“ (Liʿb et-Timsāh) gehört neben „Der Leuchtturm von Alexandria“, „Das Boot“, „Die Pilgerreise“, „Das Badehaus“ und „Das Kaffeehaus“ zu den über zehn mittelalterlichen Schattenspielen, die der ägyptische Gelehrte Ahmad Taymūr in einem Band versammelte (Kairo, 1957). Laut Taymūr war das Krokodilspiel wegen seines hohen Alters und der feinen Dialoge in der Gedichtform Zadschal besonders beliebt. Nach der 1907 erworbenen Schattenspielsammlung (dīwān kedes) gelangte Paul Kahle 1909 in den Besitz von zwei weiteren Manuskripten, die Fragmente von Schattenspielen enthalten. Die eine Handschrift mit mehreren Schattenspielgedichten auf 128 Blättern wurde wohl von ihrem Verfasser Dāʾūd al-Manāwi Anfang des 17. Jahrhunderts selbst geschrieben, die andere Handschrift mit 25 Blättern stammt von einem ʿAlī an-Naggār, von dem nichts weiter bekannt ist. In beiden Handschriften sind auf einigen Seiten Gedichte enthalten, die zum Krokodilspiel gehören. Jeder Zadschal zu Beginn einer Schattenspielszene besteht aus einem Anfangsrefrain (matla) zu zwei Versen, gefolgt von Strophen zu je fünf Doppelversen. Die vorletzte Strophe enthält üblicherweise den Lobpreis (medih) des Propheten und die letzte Strophe den Namen des Dichters.
Zu den auftretenden Charakteren gehören der Erzähler (al-Hāziq), der Clown (ar-Richim), der Katzenvater (Abuʾl Qitat), ein Fellache namens az-Zibriqāsch nebst Frau und Kind, ein weiterer Clown, ein Fischer namens Scheich al-Maʿāsch, ein schwarzer Wachmann, einen marokkanischen Magier mit seinem Begleiter sowie mehrere Fische und ein Krokodil. Nach dem Prolog des Erzählers meldet sich der Fellache und bittet um Vergebung für seine Sünden. Er hat den Ackerbau aufgegeben und ist bei der Suche nach einer anderen Einkommensquelle auf den Fischfang gestoßen. Weil er sich dabei so ungeschickt anstellt, fällt er ins Wasser und muss vom Erzähler gerettet werden, der offensichtlich bereits ähnliche Erfahrungen mit diesem Fischer gemacht hat und nun einen Dialog mit ihm beginnt. Durch Vermittlung des Erzählers kommt ein Treffen zwischen dem Fischer und dem Fellachen zustande. Der Fischer bemüht sich, dem Bauern das Fischen richtig beizubringen. Beim nächsten Auswurf der Angel kommt ein Krokodil und verschluckt den Möchtegern-Fischer, von dem nur noch der Kopf aus dem Maul des Krokodils herausschaut. Nun tritt ar-Richim auf und beginnt einen Mitleid erregenden, komischen Dialog mit dem Fellachen. In das Klagen stimmen bald auch die Frau des Fellachen und dessen kleiner Sohn ein. Der Fischer verjagt die Frau und treibt Hilfe auf, zunächst in Gestalt des schwarzen Wachmanns, der es einzig schafft, selbst vom Krokodil verschluckt zu werden. Dann tritt der marokkanische Magier an, der mit Hilfe eines weiteren Marokkaners und indem er Allah und seinen Propheten um Beistand bittet sowie mit qualmendem Räucherwerk und seiner Magie den Fellachen und den Schwarzen aus dem Bauch des Krokodils herausbekommt. Damit ist das Stück glücklich beendet. Die beiden Marokkaner marschieren mit Triumphgesang und dem Krokodil auf ihren Köpfen davon. Der Fellache ist ein Taugenichts und zugleich eine bemitleidenswerte Person, die nur mit übernatürlichen Kräften gerettet werden kann. Dem Publikum bleibt ausreichend Interpretationsspielraum für verborgene Allegorien.

## Ägyptisches Schattentheater Ende 19. Jahrhundert
In der osmanischen Zeit hieß das verbreitete Schattenspiel in den arabischen Ländern Karaguz (karagūz), in der ägyptischen Umgangssprache Aragoz (araʾōz), abgeleitet von türkisch karagöz („Schwarzauge“, wegen der zigeunerischen Herkunft der Hauptfigur) oder von Qarāqūsch, einem wegen seiner diktatorischen Härte gefürchteten Minister in Kairo unter Saladin oder dessen Onkel Schirkuh im 12. Jahrhundert. Die neuen Schattenspielfiguren des 19. Jahrhunderts in Ägypten sind von den türkischen beeinflusst, sie tragen teilweise europäische Kleidung und kämpfen mit europäischen Waffen. Was in Istanbul im 19. Jahrhundert aufgeführt wurde, war jedoch kein eigentlich türkisches Schattenspiel, sondern entsprach der kulturellen Mischung des Vielvölkerstaates, die sich in den verschiedenen Dialekten, Sprach- und Gesellschaftsebenen der Figuren niederschlug.
Die unter dem Namen Aragoz in Ägypten im 19. Jahrhundert aufgeführten Stücke stammten ursprünglich weitgehend aus dem türkischen Repertoire. Nur hatten sich die osmanischen Schattenspielfiguren in Ägypten zu Handpuppen entwickelt. Das ägyptische Aragoz ist also ein Bühnenspiel mit Handpuppen ohne Leinwand, das bis in die 1970er Jahre vor allem Kinder erfreute. Anfang der 1990er Jahre kam das Handpuppenspiel bei Kindergeburtstagen wohlhabender ägyptischer Familien erneut in Mode.
Aus der Zeit von Ibn Dāniyāl bis zum 17. Jahrhundert blieben keine Schattenspiele aus Ägypten erhalten, obwohl nachgewiesen ist, dass auch in den Jahrhunderten dazwischen Schattenspiele aufgeführt wurden. Nach dem anschließenden Niedergang des Genres in den arabischen Ländern, wo es höchstens noch als Karaguz in den unteren Bevölkerungsschichten vorkam, folgte in Ägypten in der zweiten Hälfte des 19. Jahrhunderts unabhängig vom türkischen Schattenspiel eine Neubelebung der ägyptischen Tradition, die dem Schattenspieler Hasan el-Kaschasch († 1905) zu verdanken ist. Er suchte im Gebiet des Nildeltas nach Resten alter Schattenspiele und fand ein Manuskript aus dem Jahr 1707, das er als wesentliche Grundlage für seine Aufführungen verwendete. Dieses Manuskript (mit dem Namen dīwān kedes im Titel) erwarb 1907 Paul Kahle aus den Händen seines Sohnes Derwisch el-Kaschasch. Die darin enthaltenen Stücke brachte Hasan el-Kaschasch in eine Fassung, die ihm für das Publikum des 19. Jahrhunderts angemessen schien.

### Der Leuchtturm von Alexandria
Den Text von Hasan el-Kaschaschs neuer Fassung des Leuchtturmspiels notierte Kahle 1908 nach der Vorführung von dessen Sohn und 1914 nach dem Diktat des Schattenspielers Ali Muhammad, der ein Schüler Hasans war. Dabei zeigten sich beträchtliche inhaltliche Unterschiede. Die Angreifer der neuen Fassung sind nicht mehr Kreuzfahrer, diesmal wird das Wort ʿadscham im Titel Harb al-ʿadscham als Perser verstanden. Da die Perser aus dem Osten nicht über das Mittelmeer angreifen konnten, wird der Leuchtturm von Alexandria ins Rote Meer vor die Stadt Sues verlegt. Dort ist aus dem Leuchtturm im Text ein hohes Gerüst geworden, dessen Spielfigur dennoch dem historischen Leuchtturm ähnelt. Diesen Leuchtturm hat ein Turmwächter (nadurgi) namens Adama gebaut, ein Europäer im Dienst Ägyptens. Der zu den ältesten Figuren des modernen ägyptischen Schattenspiels gehörende Leuchtturm wurde 1872 angefertigt. Die Figur zeigt, dass ein vorislamisches Monument noch im 19. Jahrhundert eine religiöse Bedeutung besaß und als leuchtendes Symbol des Islam galt.
Adama ist auch der Aufseher beim Bau eines Kriegsschiffes, der Hauptszene des Stücks. Für Komik sorgen die faulen Handwerker, die sich geschickt vor jeder Arbeit drücken. Sobald der Kanonenschlag zur Mittagspause ertönt, legen sie sich neben ihrer Arbeit zum Schlafen nieder. Für Adama, der mit einem europäischen Zungenschlag Arabisch spricht, ist es eine besondere Aufgabe, die Arbeiter bei der Stange zu halten. Schließlich ist das Schiff fertig geworden. Nun treten hintereinander sechs Perser auf, die ein Gedicht aufsagen, um sich so den Zutritt in die Stadt zu verschaffen. Sie entsprechen dem Marokkaner des älteren Stücks, der gekommen war, um die Alexandriner vor den herannahenden Kreuzfahrern zu warnen. Diese Fremden kommen aber in feindseliger Absicht. Kaum sind sie in der Stadt, zerstören sie das Kriegsschiff. In der nächsten Szene findet eine Seeschlacht statt, an deren Ende ein ägyptisches Schiff mit dem Namen „Der siegreiche Rabe“ (al-ghorāb al-mansūr) die feindlichen Schiffe besiegt hat.
Nicht alle Figuren passen zum abgewandelten Inhalt des Stücks. Obwohl zwei muslimische Parteien gegeneinander kämpfen, tragen die einen Schiffe christliche Kreuze an den Masten und die anderen muslimische Halbmonde, wie sie zu den Textfassungen des 16. Jahrhunderts gehörten. Der alte Leuchtturm ist immer noch im Umriss der Figur erkennbar, obwohl im Text von einem Gerüst die Rede ist. Der Inhalt wird im Wesentlichen in Gedichten mit einer unterschiedlichen Anzahl von Strophen wiedergegeben. Die Gedichte in den Stücken Hasans passen nicht immer nahtlos aneinander, da er sie von verschiedenen Verfassern aus verschiedenen Zeiten übernahm. Auf den Anfang (matla), der aus zwei Versen mit dem Hauptreim besteht, folgen Strophen, deren erster Vers einen Sonderreim und letzter Vers den Hauptreim hat. Die vorletzte Strophe dient dem Prophetenlob, in der letzten Strophe nennt der Dichter seinen Namen. Häufig folgt ein gesungenes Lied auf ein gesprochenes Gedicht. Melodie und Rhythmus des Liedes werden meist am Ende des vorausgehenden Gedichts vorgegeben. Die Sprache ist durchgängig vulgär. Hinzu kommt eine besondere Sprache der Bauleute, die etwa sagen, wenn sie „der Arbeitgeber ist zu uns gekommen“ vermitteln wollen: „der Würger ist auf der Lauer“.

### Das Krokodilspiel
In der modernen Version des Krokodilspiels spricht der Erzähler (muqeddim) ein einleitendes Gedicht und führt in der nächsten Szene einen komischen Dialog mit dem Fellachen. Der Fellache heißt wie früher Zibriqāsch, ein mehrdeutiger Name. Zibriqāsch will Fische fangen, also führt ihn der Erzähler zum Nil. Dort wirft er die Angel aus, wird aber unglücklicherweise gleich von einem großen Fisch ins Wasser gezogen und ertrinkt beinahe. Der Erzähler ruft den Fischermeister el-Haddsch Mansūr herbei, weil er meint, der Fellache sollte zunächst das Fischen erlernen. Zibriqāsch klagt dem Fischer sein Leid, dieser wiederum wirft Zibriqāsch vor, er habe versucht, ein Handwerk auszuüben, ohne es vorher erlernt zu haben. Der Fischermeister erklärt sich unter gewissen Bedingungen bereit, dem Fellachen das Fischen zu erklären. Zibrikasch stimmt allen Bedingungen zu und wirft erneut die Angel in den Nil. Es kommt ein Krokodil und verschlingt Zibriqāsch, bis nur noch dessen Kopf heraushängt. Der Clown Richim hört den Leidenden an, redet von Geduld und Gottvertrauen, will sich aber selbst nicht einbringen. Immerhin ruft er die Frau des Zibriqāsch und ihren Sohn herbei. Diese wird vom Fischermeister verjagt, der sich nun um Hilfe kümmert. Er fragt einen Nubier, was sein Einsatz wohl kosten würde. Bei den Preisverhandlungen wird deutlich, dass für Ägypter die Nubier als beschränkt gelten. Weitere Verhandlungen führt der Fischer mit einem hinzugetretenen Marokkaner. Aus Wortgefechten zwischen dem Nubier und dem Marokkaner entwickelt sich ein Streit, zu dem beide einen Landsmann auf ihrer Seite hinzuziehen. Die Marokkaner treten ab, um die Befreiung den beiden Nubiern zu überlassen. Diese vereinbaren eine Geheimsprache, damit sie das Krokodil nicht verstehen kann. Die Aktion geht schief und einer der Nubier wird vom Krokodil verschluckt. Also werden die Marokkaner zurückgeholt. Ihr Vorteil ist, dass sie sich auf Magie verstehen. Mit deren Hilfe, einer langen Beschwörungsformel und mit Weihrauch betäuben sie das Krokodil und ziehen die beiden Männer mit Leichtigkeit aus seinem Bauch. Auf ihren Köpfen tragen sie das noch schlafende Krokodil quer über die Leinwand davon.
Die letzte Strophe, in welcher der Dichter seinen Namen nennt, lautet:
„Und dieses Schattenspiel war aus unserem Kairo geschwunden, bis dass sein Glück machte unter den Männern euer Knecht

Ḥasan Kaššâš, aber er war ein Diener der Feingebildeten, immerdar.

Als euer Knecht Ḥasan Kaššâš die Kunst des Schattenspiels liebte, da pflegte er

umherzureisen, und er brachte es herbei, ihr Leute, er öffnete die Blätter, bei der Wahrheit Gottes,

die Originalhandschrift des Manâuī über die Künste, bis daß mein eigner Name berühmt wurde und Ansehn erlangte.“
Das von Hasan el-Kaschasch nach Kairo zurückgebrachte Schattenspiel wurde von einigen seiner Schüler weitergepflegt. Um 1950 musste es endgültig dem arabischen Unterhaltungskino weichen.

## Osmanisches Schattentheater in Syrien und Libanon

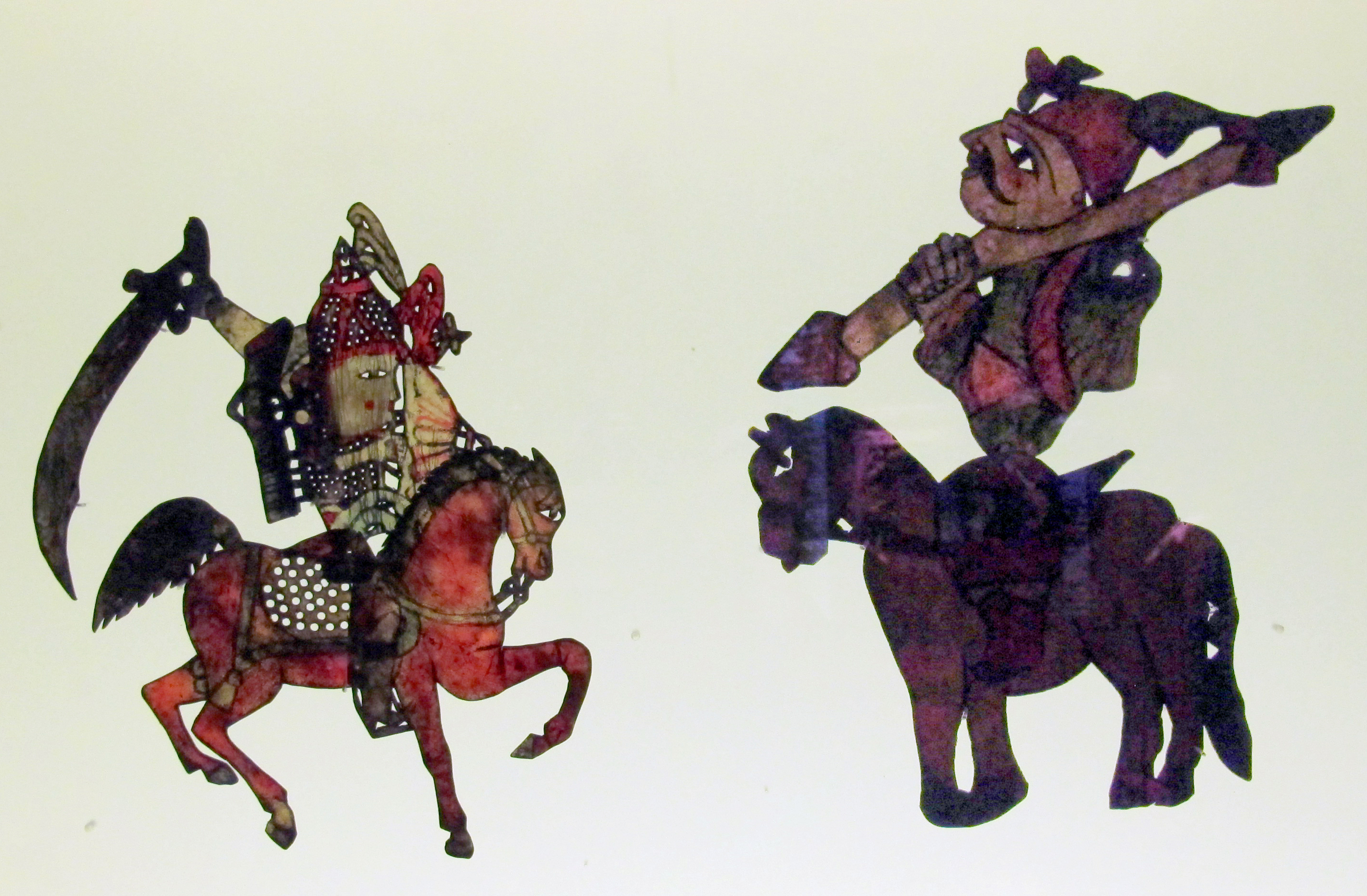
Syrische Schattenspielfiguren, Ende 19. Jahrhundert. Musée du quai Branly, Paris

Die einzelnen Szenen (fasl, Plural fusūl) der abends in den syrischen und libanesischen Kaffeehäusern aufgeführten Schattentheater folgten bis zum 19. Jahrhundert der osmanischen Tradition. Ihre Protagonisten hießen Karaguz und Haziwaz (Aiwaz). Die stereotype Eröffnung jedes Stücks und der Beginn des Dialogs (muhavere) zwischen den beiden lautete, gesprochen von Haziwaz:
„Willkommen sei mein Bruder Karakôz, der edle Sohn,

wenn immer man an ihn denkt, erscheint er schon.“
Die Länge der Szenen war sehr unterschiedlich, kurze Szenen wurden durch eingeschobene Miniszenen (gharzah, „Nähstich“) als Dialog zwischen den beiden gestreckt. Ein manam („Traum“) des Karaguz konnte am Anfang hinzugefügt werden und ein niktah war ein meist obszöner Scherz. Karaguz war wie allgemein der törichte, einfache Typ und Haziwaz der Gebildete. Die wenigen weiblichen Figuren beschränkten sich auf Mütter, Ehefrauen oder Prostituierte.
Ein Beispiel für ein Stück mit anderen Protagonisten ist „Das Malerspiel“, das von Enno Littmann 1918 herausgegeben wurde. Es basiert auf einem um 1900 im osmanischen Dialekt von Aleppo (und auf Littmanns Wunsch zwecks besserer Übertragbarkeit in armenischer Schrift) abgefassten Manuskript. Die auftretenden Personen sind der Maler (dem Haziwaz nachempfunden), sein Gehilfe mit Namen Ibisch (als komische Figur dem Karagöz ähnlich, dort heißt eine Figur İbiş, abgekürzt aus Ibrahim), die Tochter des Malers, ihr Geliebter, zwei Kunden und zwei Fischer. Obwohl die Unterhaltung zwischen dem Kunstmaler und seinem Gehilfen ähnlich abläuft wie zwischen Karagöz und Hacivat, gibt es sprachliche und formale Unterschiede, besonders, weil die für das Karagöz typischen Liedeinlagen fehlen. Littmann erkennt daher eine lediglich indirekte Verbindung über den Umweg des türkischen Volkstheaters und der Volkserzählung, zu letzterem ist die Figur des Erzählers, eigentlich Lobpreisers meddah ein Bindeglied.
Eine ungewöhnliche Verbindung von osmanischer und persischer Tradition ist ein Stück, das Johann Gottfried Wetzstein während seiner Zeit als preußischer Konsul um 1860 in Damaskus auf Syrisch-Arabisch aufzeichnete und übersetzte und das erst ein Jahr nach seinem Tod 1906 veröffentlicht wurde. In „Die Liebenden von Amasia“ sind witzige Dialoge mit Schilderungen aus dem Zigeunerleben enthalten, die Ähnlichkeit mit der Erzählsammlung Tausendundeine Nacht haben. Im Zentrum der Handlung steht eine tragisch endende Liebesgeschichte, die eine Version der Erzählung um Farhad und Schirin im persischen Epos Chosrau und Schirin darstellt. Farhad und Schirin fühlen sich in Liebe verbunden, nachdem sie sich zufällig kennengelernt haben, als Schirin bei der Falkenjagd war. Um Schirin, die Tochter des Scheichs von Amasya (in Anatolien) zu gewinnen, muss Farhad als Forderung von Schirins Vater eine schier unlösbare Aufgabe bewältigen: eine Felswand durchbrechen, die verhindert, dass ein Gewässer bis in die Stadt zu den an Wassermangel leidenden Einwohnern fließen kann. Umm Schkurdum, eine böse alte Frau, die als Belohnung für ihre Vermittlungsdienste von Farhad verlangt, ihm als Zweitfrau nahe sein zu dürfen und von diesem abgewiesen wird, rächt sich für die Zurückweisung. Als es Farhad gelungen ist, mit seiner Hacke die Felswand aufzuschlagen und somit Farhad im Hause Schirins willkommen geheißen wird, erzählt die Alte Schirins Mutter, Farhad sei ein Taugenichts und Mörder, was die erstaunte Mutter glaubt. Als Nächstes belügt sie Farhad und behauptet, Schirin sei gestorben. Darauf nimmt sich Farhad mit seiner Hacke das Leben, um mit Schirin im Jenseits vereint zu sein. Schirin tritt hinzu, sieht den toten Farhad am Boden liegen, erkennt die Intrige, ersticht erst die Alte, dann sich selbst mit einem Dolch und bricht über Farhad zusammen.
Vom türkischen Schattenspiel ist Karaguz dabei, zusammen mit Ewaz (Hacivat) und zwei weiteren Figuren aus dem Milieu des fahrenden Volks. Auch wenn Karaguz und Ewaz immer wieder warnend, teilweise scherzhaft auf den wahren Charakter der Alten hinweisen, gelingt es ihnen nicht, das Unglück zu verhindern. Immerhin sorgt Karaguz am Ende dafür, dass die Alte nicht lebend davonkommt. Es gibt einige Lied- und Tanzeinlagen sowie eine abschließende Schlägerei zwischen Karaguz und Ewaz, die dennoch insgesamt reflektiert kommentieren. Dass der als notorischer Lügnerin bekannten Alten so einfach geglaubt wird, ist psychologisch unwahrscheinlich und ein Schwachpunkt der Handlung.
Zum osmanischen Repertoire kamen in Syrien vor allem Inszenierungen von Geschichten des vorislamischen arabischen Dichters Antara ibn Schaddad (525–608) hinzu. Antara ging aus der Beziehung eines vornehmen Arabers und einer schwarzen Sklavin hervor. Er erlangte Berühmtheit als heldenhafter Kämpfer seines Stammes in der Arabischen Wüste und zugleich wegen seiner poetischen Werke, in denen er die heroischen Kämpfe schildert. In zahlreichen Legenden (hikayat) wurden seine Taten und die Liebesbeziehung zu seiner Cousine Abla Bint Malik ausgeschmückt. Um als Sohn einer Sklavin die Abla heiraten zu dürfen, verschafft sich der „schwarze Held“ zuerst Respekt im Kampf und holt sich danach die Erlaubnis ein, wofür er schwierige Prüfungen überstehen muss. Die Episoden aus dem Leben Antaras sind im Epos Sīrat ʿAntar versammelt, das eine Standardliteratur für Märchenerzähler über die Jahrhunderte bis heute ist. Nachdem die Anfang des 19. Jahrhunderts entflammte Begeisterung europäischer Orientalisten für das Werk geschwunden war, diente es Anfang des 20. Jahrhunderts als Stoff für arabische Literaten und später geriet Antara zum Vorläufer des arabischen Nationalismus. Schlachtenszenen, wie sie in diesem und in anderen Sīrat aus vorislamischer Zeit vorkommen, bildeten üblicherweise das Ende einer Schattenspielvorführung unmittelbar vor dem Epilog.

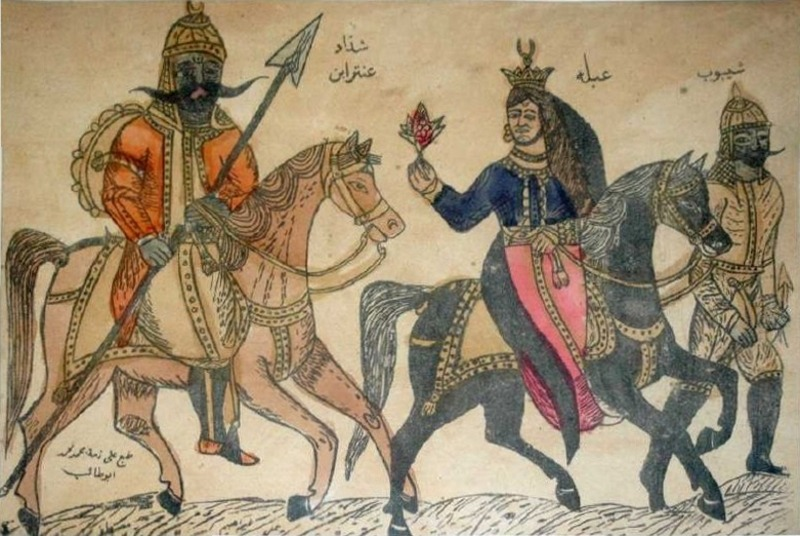
Antara und Adla. Kolorierter Druck aus dem 19. Jahrhundert.

Schattenspieler und Geschichtenerzähler (hakawati) gehörten vorzugsweise zum Unterhaltungsprogramm im Ramadan. Bei Hochzeiten und Beschneidungsfeiern hielten sie sich mit obszöner Sprache zurück. Die Verse Antaras wurden in klassischem Arabisch vorgetragen, ansonsten sprachen die Figuren die jeweilige regionale Umgangssprache. Beide Unterhalter mussten Stimmen nachahmen und sprachlich in verschiedene Rollen schlüpfen können, wenn auch die Sprachebenen nicht so ausgefeilt wie in den Stücken Ibn Dāniyāls waren. Im Schattentheater konnten auf satirische Weise auch gesellschaftspolitische Themen angesprochen werden. Die sozialkritischen Szenen handelten meist von der Armut der Bevölkerung, für welche die osmanische Herrschaft verantwortlich gemacht wurde. Türkische Soldaten wurden stets der Lächerlichkeit preisgegeben. Ein verwandtes, satirisches Medium ist die populäre Farce al-fasl al-mudhik. Während Geschichtenerzähler noch gelegentlich in den Kaffeehäusern der Städte auftreten, verschwanden nach der Mitte des 20. Jahrhunderts die Schattenspieler mit ihrer aufwendigeren Ausrüstung praktisch vollständig.
Der syrische Volkskundler Zouheir Samhoury sah 1969 oder früher eine Vorstellung, die der Schattenspieler Abū Sayyāh in Harasta, einem nordöstlichen Vorort von Damaskus gab. Dieser behauptete, der letzte lebende Schattenspieler (mumaththil, im Dialekt mumassel) des Karaguz in Syrien zu sein. Alle seine Berufskollegen seien gestorben, ohne einen Schüler ausgebildet zu haben. Bis dahin wurde die Tradition meist vom Vater an den Sohn weitergegeben.

## Nordafrikanisches Schattentheater

### Niedergang

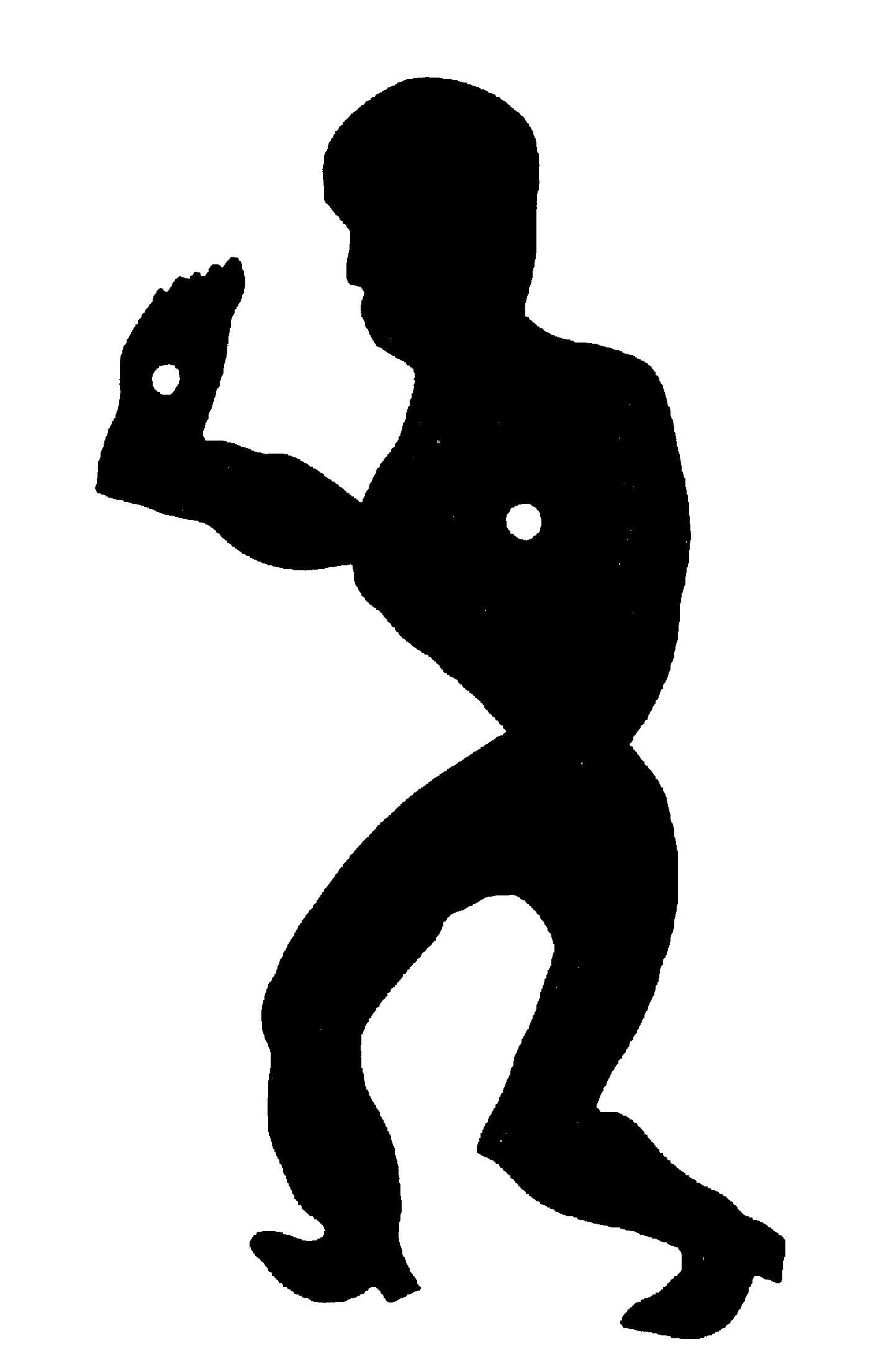
Karaguz, 26 cm hoch, aus Tripolis

Das nordafrikanische Schattentheater in den Maghreb-Ländern Libyen, Tunesien, Algerien und Marokko hängt nach einer Ende des 19. Jahrhunderts in Tripolis kolportierten Gründungslegende mit dem türkischen zusammen. Demnach führte einst ein Schattenspieler in einem Stück dem Sultan die Misswirtschaft seiner Minister vor Augen, worauf der Sultan den Mann zum Wesir erhob und das Volk die derart erhellende Erfindung des Schattenspiels übernahm. Hinter der Legende stecken das hohe Ansehen, das ein Schattenspieler am osmanischen Hof besaß und das im Volk in Nordafrika verbreitete Wissen um die Herkunft des Schattenspiels. So wurde das in Bengasi Anfang des 20. Jahrhunderts das als Schimpfwort gemeinte ʿAsker Sūsa (wörtlich „Soldat von Susa“) auf das ehemalige türkische Militär bezogen und war zugleich der Beiname von Karaguz im Sinn von „Landstreicher“, „Herumtreiber“.
Es ist nicht bekannt, wann das türkische Karagöz nach Nordafrika kam. Bis zum 19. Jahrhundert liegen weder von Einheimischen noch von Reisenden Berichte über Schattenspiele im Maghreb vor. Hermann von Pückler-Muskau bemerkte erstmals 1835 in Algerien ein Schattenspiel. In der zweiten Hälfte des 19. Jahrhunderts entdeckten weitere europäische Reisende in den großen Städten Schattenspielaufführungen in Kaffeehäusern und – etwa Heinrich von Maltzan (1863) – in schäbigen Buden. Allein sechs Schattenspielbuden fand Max Quedenfeldt (1890) am Halfawin-Platz in Tunis. Dort sah Georg Jacob im Jahr 1905 lediglich einen Schattenspieler und einen weiteren in einem anderen Stadtviertel. Rudolf Tschudi traf 1936 noch einen alten Schattenspieler in Tunis.
Der Grund für den allgemeinen Rückgang des Schattenspiels im Maghreb war die Kolonialpolitik in den Französischen Territorien, gegen die sich die Vorführer der Schattenspiele mit satirischer Kritik wandten. Mit manchen politischen Kommentaren waren die Vorführungen in Nordafrika eine Art Vorwegnahme der Tageszeitungen. Die französischen Behörden sprachen 1843 ein allgemeines Verbot der Schattenspiele aus, das sich der Begründung nach gegen die obszönen Inhalte richtete. Es ging aber gegen die „notorische Herabwürdigung der Franzosen, deren Ansehen als ‚Besatzungsmacht’ mit den Mitteln des Schattentheaters untergraben wurde.“ Besonders kritisiert wurde, dass Kinder, aus denen das Publikum hauptsächlich bestand, sittlich schlecht erzogen würden.
Ein ähnliches Verbot wurde von der englischen Verwaltung 1908 in Ägypten erlassen, um den dort in den Schattenspielen geäußerten Unmut gegen die Kolonialherren zu unterdrücken. Das Verbot hatte zunächst nur mäßige praktische Auswirkungen und führte in den einzelnen Städten erst Jahre später und zu unterschiedlichen Zeiten zum Verschwinden des Schattenspiels aus der Öffentlichkeit. In Algier gab es 1858 nur noch Privatvorführungen, in Constantine ist ein öffentliches Schattenspiel im Jahr 1862 belegt, in Tripolis 1889 und erneut um die Mitte des 20. Jahrhunderts. In Bengasi war es bereits vor 1937 abgeschafft. Wilhelm Hoenerbach fand 1955 in Tripolis den „letzten libyschen Schattenspieler“, den er sein aus zehn Stücken bestehendes Repertoire vorführen ließ.

### Aufführungspraxis und Figuren

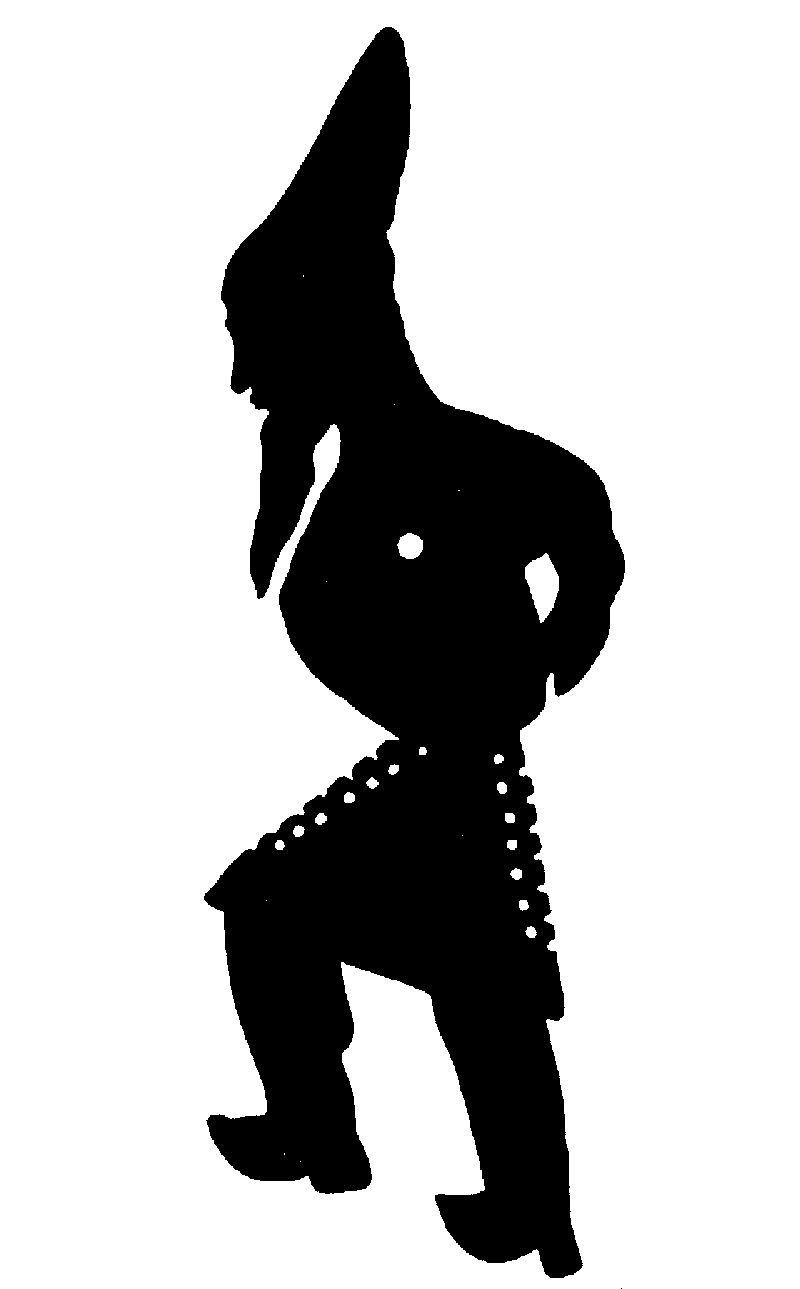
Haziwaz, 29,5 cm hoch, aus Tripolis

Wie die Kolonialverwaltung beklagten die Forschungsreisenden des 19. Jahrhunderts die Obszönität der Sprache und sahen die Aufführungen generell in einem Keller, einer schäbigen Bude und in einem schmutzigen Viertel der Stadt. Nach den Beschreibungen handelte es sich typischerweise um einen Aufführungsraum, wie ihn Wilhelm Hoenerbach 1955 in Tripolis in einem Gewölbe vorfand. Dieses bot auf Holzbänken Platz für 15 Zuschauer. Der Bildschirm maß etwa 50 × 70 Zentimeter. Als Beleuchtung diente eine Kerze anstelle der sonst üblichen Öllampe.
Die Schattenspielfiguren sind nach Beschreibungen aus dem 19. Jahrhundert 20 bis 30 Zentimeter lang und meist aus ungegerbter Rinderhaut, vielleicht aus Kamelhaut und manchmal aus Pappe in einfachen Formen herausgeschnitten. Manche Gliedmaßen sind beweglich durch Fäden angebunden. Die Umrisse werden von den europäischen Beobachtern als so grob beschrieben, dass die einzelnen Figuren erst an ihrer Sprechweise unterschieden werden können. Nur Karaguz ist bei Figuren des 19. Jahrhunderts wie sein türkisches Vorbild an seinem langen Phallus zu erkennen. Anfang des 20. Jahrhunderts scheint die Qualität der Figuren noch schlechter geworden zu sein. Die Kostümierung entspricht der maghrebinischen Kleidung und unterscheidet die Figuren deutlich von den türkischen. Karaguz und Sleyman (der Türke) tragen Jacke und Hose, die anderen Figuren einen Umhang (Dschallabija). Haziwaz (Hacivad, der Gegenspieler von Karaguz) trägt eine Scheitelkappe. Die besonders hohe Kappe einer Haziwaz-Figur, die Hoenerbach 1955 in Tripolis sah, erinnert an einen türkischen Spitzhut (külah) und verweist auf eine entsprechende Verbindung, die ansonsten in den Formen nicht erkennbar ist. Andere männliche Figuren tragen einen Fes, Frauen eine Spitzhaube. Der Jude hat um seinen Fes ein Tuch gewickelt. Der Haschischraucher hält eine Pfeife senkrecht vor seinem Oberkörper. Die meisten Figuren sind einfarbig oder besitzen geringe Reste von Bemalung.
Die türkische Eröffnungsfigur (göstermelik), einleitende Musik, Einleitungsdialog (muhāwere), Lied und Gotteslob fehlen im Maghreb. Der Erzähler erklärt mit wenigen Worten die zuerst auftretende Figur, die eine Melodie meist ohne Text singt und nach kurzer Zeit in die erste Prügelszene gerät. Karaguz benennt anfangs das zu erwartende Spiel, das nach einer viertel Stunde durch den Aufräumer Baba Chwaneb, der alle Figuren beseitigt, beendet wird. Eine durchgängige Handlung ist bei der starken Straffung des ursprünglichen Inhalts verlorengegangen. Die einzelnen, lose verknüpften Szenen lassen sich hauptsächlich zwei bestimmten Handlungsmustern zuordnen. Typus A: Karaguz übt ein Gewerbe aus, zu dem er sich von Haziwaz überreden ließ (Gärtner, Aufseher eines Badehauses, Schaukelvermieter, Fischer). Typus B: Karaguz ist auf verbotenen Pfaden unterwegs, er ist hinter dem Besitz anderer Leute oder einer fremden Ehefrau her. In einem Stück will Karaguz beispielsweise in ein Frauenbad eindringen.

### Charaktere

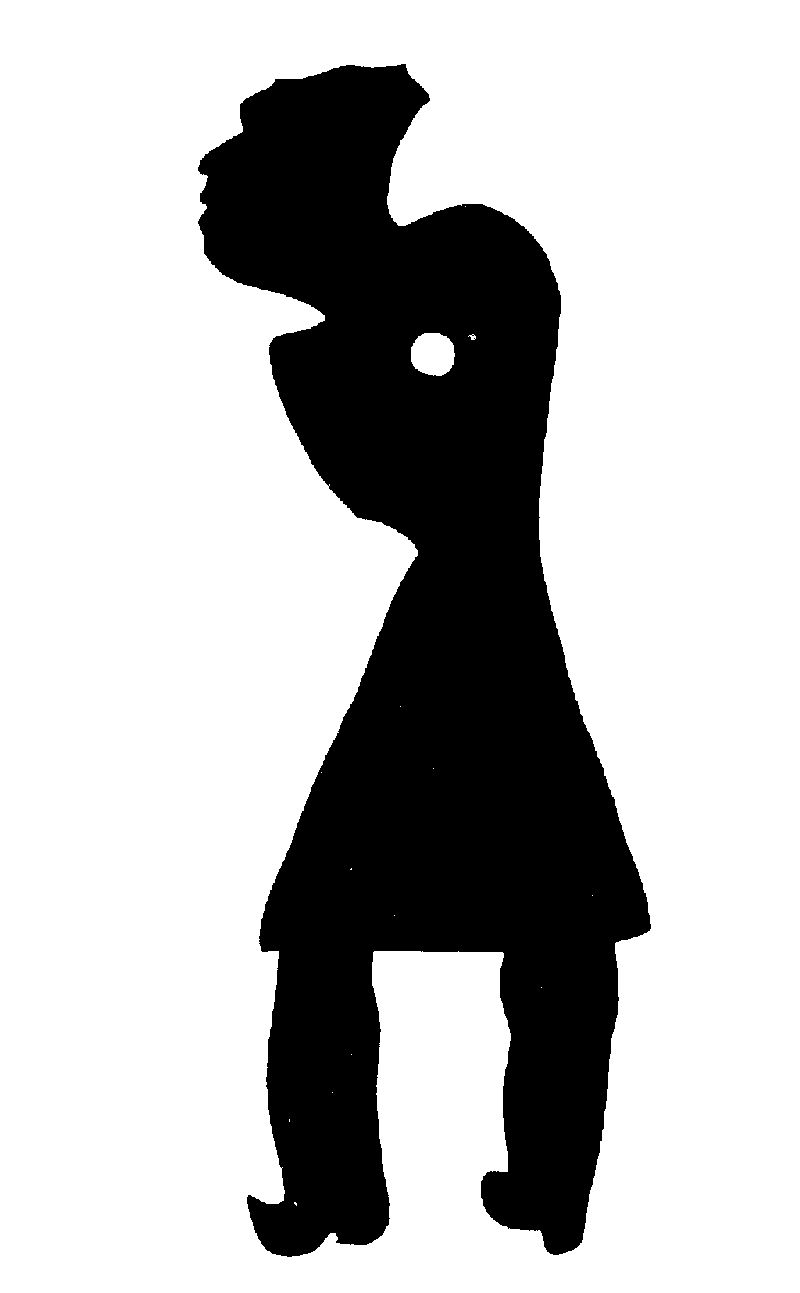
Der Jude, 21 cm hoch, aus Tripolis

Der überlegtere Haziwaz steht wie beim türkischen Vorbild warnend hinter seinem mäßig schlauen, oft einfältigen und am Ende ungeschickten Partner Karaguz, nur sind die Unterschiede weniger deutlich herausgearbeitet. Wie dort gibt es auch einige Sondertypen, die sich durch körperliche Abweichungen, Sprachbehinderung oder fremde Herkunft unterscheiden. Der Stumme lallt nur und hat zusätzlich einige körperliche Gebrechen. Der Opiumraucher schläft ständig und weil er diese Eigenschaft mit anderen Figuren teilt, muss er auch noch bucklig sein.
Zu den Typen aus dem Volk gehören unter anderem, je nach Schattenspielbühne, ein Araber, Maure, Malteser (entsprechend türkisch: Christ), Jude, Schwarzer (Musikant), Beduine (Betrüger), Mann aus Djerba, europäische madāma, türkischer Soldat oder Ägypter: mehrheitlich dem türkischen Spiel entstammende Typen, die der Region entsprechend umgepflanzt wurden. Einschließlich einiger Diener, sonstigem Personal und Tieren summiert sich ein Figurensatz auf rund 20 bis 25 Teile.
Karaguz interessiert sich für die gewöhnlichen Dinge des Alltags, er isst gern, sorgt sich auch sonst um sein Wohl, flieht vor der Gefahr und bedient sich der Fäkalsprache. Sein Phallus, den er bei einer Prügelei als Stock benutzt, war Anfang des 20. Jahrhunderts verschwunden, die Glatze behielt er bei. Zoten und Prügelszenen sind die stets beschriebenen sozialen Entgleisungen. Der Vergleich älterer und jüngerer Stücke zeigt eine Entschärfung der Obszönitäten und Derbheiten. So führt in der älteren Version des Stücks „Das Badehaus“ die Wärterin ihre Badeanstalt als Bordell und in der bereinigten Fassung verwaltet sie ihr Bad schlicht unordentlich. Durch Wortverdrehungen, die zu Missverständnissen führen, kommt es in manchen Fällen zu einer etwas subtileren Komik, die jedoch weniger geschliffen ausfällt als in den türkischen Stücken. Karaguz ist in solchen Fällen nicht dumm, sondern stellt sich zu seinem Vorteil dumm. Nach dem Verbot 1843 noch geduldete Schattentheater verhielten sich bei aktuellen politischen Themen zurückhaltend.

### Repertoire

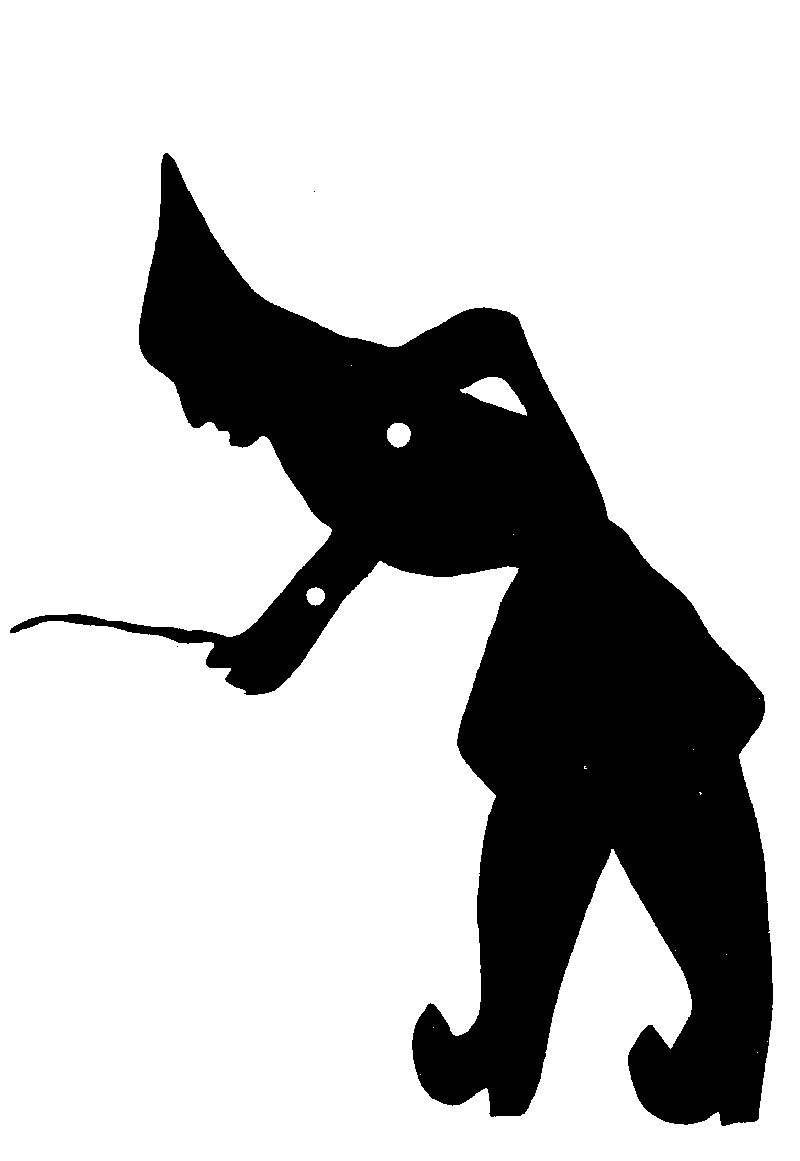
Baba Chwaneb, der Aufräumer, räumt am Ende der Vorstellung alle Figuren ab. 30 cm hoch, aus Tripolis

Viele Stücke basieren auf dem Prinzip der Reihenbildung wie im Stück „Die Schaukel“, das Georg Jacob Ende des 19. Jahrhunderts in Tunis sah. Es ist eine Version des türkischen Stückes Salıncak. Karaguz besitzt eine Wippschaukel und will die Kundschaft schaukeln. Ein Greis kommt und setzt sich auf das eine Ende der Schaukel, Karaguz auf das andere. Als es ans Bezahlen geht, schlägt der Alte stattdessen auf Karaguz ein und verschwindet. Beim nächsten Kunden, einem Soldaten, will Karaguz Vorauszahlung. Der Soldat weigert sich, schaukelt und haut beim Fortgehen Karaguz mit der Seite des Säbels. Eine solche Reihung liegt auch dem „Spiel vom Badehaus“ (aufgezeichnet 1927) zugrunde. Die Frau des Haziwaz betreibt ein Badehaus als Bordell. Eingelassen werden als Besucher der Araber, der Inder, der Malteser und zuletzt der Jude. Karaguz hat keinen Erfolg, scheitert auch, als er sich hinter dem Juden versteckt und beschwert sich über seine Benachteiligung. Das Stück endet mit einer Prügelszene.
Im „Spiel vom Hindāwi“ (aufgezeichnet von Max Quedenfeldt 1889 in Tunis) erfreut sich der Hindāwi (eventuell ein Inder) im Garten am Gesang seiner Frau. Karaguz kommt vorbei und behauptet, dies sei eine seiner Frauen. Der Hindāwi verjagt Karaguz, nachdem die Frau bestreitet, Karaguz je gekannt zu haben. Später kommt Karaguz zurück, entführt die Frau und bringt sie in sein Haus. Wieder kehrt er zum Hindāwi zurück, der bislang das Fehlen seiner Frau nicht bemerkt hat, und fragt unschuldig nach ihr. Der Hindāwi durchschaut die Entführung und schickt wütend seine Helfer aus, um die Frau zurückzuholen. Als sie das Haus von Karaguz erreichen, schlägt dieser alle der Reihe nach und verjagt sie. Nacheinander versuchen der Diener, der Opiumraucher, der Stumme, der Schwarze und der Malteser ins Haus zu gelangen, werden aber von Karaguz abgewehrt, der sie mit seinem Phallus traktiert oder beim Opiumraucher in dessen Pfeifenasche bläst. Erst dem Algerier gelingt es mit einer List, ins Haus zu kommen, wo er aber nicht die Frau befreit, sondern sich mit ihr vergnügt. Als letzter wird der sieben Meter lange Riese Og ben Oniok zum Haus geschickt. Der fragt Karaguz, wo Karaguz sei. Karaguz erkennt die Chance, unerkannt davonzukommen, sagt dem Riesen, der Karaguz sei drinnen im Haus. Der Riese greift mit seiner Hand durchs Fenster, zieht die Frau und den Algerier heraus und trägt sie fort.
Neben der Struktur bildenden Reihung ist die Verwandlung ein häufiges Motiv. Eine Figur kann zunächst als Stein, der zum Überspringen einer sumpfigen Stelle daliegt, eingeführt werden und im Verlauf der Handlung als Mensch aufstehen. In „Das Spiel vom Krug“ (aufgezeichnet 1955 in Tripolis) wird Karaguz in einen Esel und Haziwat in ein fettes Schaf verwandelt; zur Strafe, weil Karaguz sich bei einer Geisterbeschwörung falsch verhalten hat. Karaguz überfällt auch gern Schlafende. In einer typischen Szene haben zwei Schlafende ihren Besitz (Essen oder Geld) zwischen sich deponiert, was einen Dieb anlockt. Solche Einzelmotive sind auswechselbar und können dazu dienen, Stücke aufzufüllen.